# Cartographie de la France

Nova totius Galliae descriptio, par Oronce Fine, première carte moderne de la France publiée en 1525.

La cartographie de la France est l’ensemble des opérations de conception, d’élaboration, de dessin et d'édition de cartes du territoire de la France, qu’il s’agisse de cartes géographiques, géologiques ou thématiques, sous forme papier ou numérique.
Si quelques cartes de France, en tant que tentatives de représentation du territoire national, existent avant le XVIe siècle, comme la table de Peutinger, Gallia, de Ptolémée, les portulans ou la carte de Bernardo Silvano (1511), la première carte dite moderne peut être attribuée à Oronce Fine (1525). Au XVIIe siècle, Nicolas Sanson (1600-1667) d’Abbeville est considéré comme le père de la cartographie française. Il ouvre la voie à de nouveaux cartographes que sont ses fils Nicolas II et Guillaume, ou son neveu Pierre Duval (1619-1683) ou Gilles Robert de Vaugondy (1688-1766) ou Melchior Tavernier ou Alexis Hubert Jaillot. Au XVIIIe siècle, à côté des cartes des géographes apparaît la carte de Cassini, la première carte topographique et géométrique établie à l'échelle du royaume de France dans son ensemble. Le XIXe siècle voit l’élaboration du cadastre et d’une nouvelle carte topographique de la France. Les cartes avec courbes de niveau apparaissent ainsi que les première cartes thématiques, mélangeant une représentation cartographique et des approches statistiques ou graphiques (Ménard, 1845), précurseurs des futures cartes sémiologiques (Bertin, 1967).
Le XXe siècle voit une accélération des techniques et de la qualité de la cartographie. La création de l'Institut national de l'information géographique et forestière (IGN) en 1940 constitue une date clé. À partir des années 1970 et du développement de l'informatique, la cartographie se transforme en géomatique. Au XXIe siècle, les progrès sont encore plus fulgurants avec l'essor prodigieux d'Internet et la démocratisation des outils informatiques toujours plus puissants et l’apparition de nouveaux concepts numériques qui révolutionnent la cartographie : les globes virtuels, le Web 2.0 (interactif, collectif), le Geoweb, Google Maps, les médias sociaux (Facebook, Twitter, etc.), la géolocalisation, l'open-data, offrant aux usagers une cartographie de la France toujours plus immersive et accessible.
Sur le plan de la technique cartographique, la France présente du fait de sa géographie des spécificités : les référentiels géographiques et systèmes de projection sont différents selon que l’on est sur des territoires métropolitains ou ultra-marins.
Parmi les acteurs de la cartographie, peuvent être différenciés les organismes de régulation, les producteurs de données et les éditeurs de cartes papiers ou numériques. Les filières de formation géomatique, très récentes, se développent également.

## Histoire

### Précurseurs des cartes modernes

#### Table de Peutinger (XIIe)
La Table de Peutinger est l'unique carte ancienne représentant le réseau routier cursus publicus de l'Empire romain, dessinée sur parchemin à la fin du XIIe siècle. Elle est inscrite au patrimoine mondial de l'UNESCO au titre de son inscription au Registre international Mémoire du monde en tant que patrimoine documentaire de l'Autriche, en 2007. La table est composée de onze parchemins conservés (le plus à l'ouest étant perdu), assemblés pour former une bande de 6,82 m sur 0,34 m. Si le format ne permet pas une représentation réaliste des paysages, les distances, exprimées en milles romains, ou dans d'autres unités si elles étaient en cours dans une région, étaient relativement détaillées et permettaient de se faire une idée précise du temps pour aller d'un endroit à un autre. La Table comporte toutefois des erreurs de copistes, comme Grenoble qui est nommée Culabone alors que le nom classique antique de cette ville est Cularone (Cularo).

#### Portulans (XIIIe-XVe)
Les Portulans, appelés plus exactement cartes nautiques, sont des documents élaborés par des marins et destinés à des marins. Les marins italiens de la fin du XIIIe siècle et du XIVe siècle n'ont pas encore connaissance d'un quelconque système de coordonnées, système qui ne sera redécouvert qu'avec la récupération de la Géographie de Ptolémée, ces documents sont dépourvus de toute indication de latitude ou de longitude mais présentent des roses des vents d'où partent des rhumbs, lignes indiquant aux pilotes la route à suivre entre deux points donnés. Leur exactitude reste donc très approximative. La France de l'Italien Battista Agnese (1543) ou du Portugais Diogo Homem (1559) présente ainsi des tracés côtiers tellement sinueux et tellement éloignés de la réalité qu’ils en sont caricaturaux. Quand il se hasarde à sortir de la nomenclature purement littorale, le cartographe commet parfois des erreurs grotesques comme sur la carte de Conte Freducci de 1497 qui place la Normandie entre Loire et Garonne.

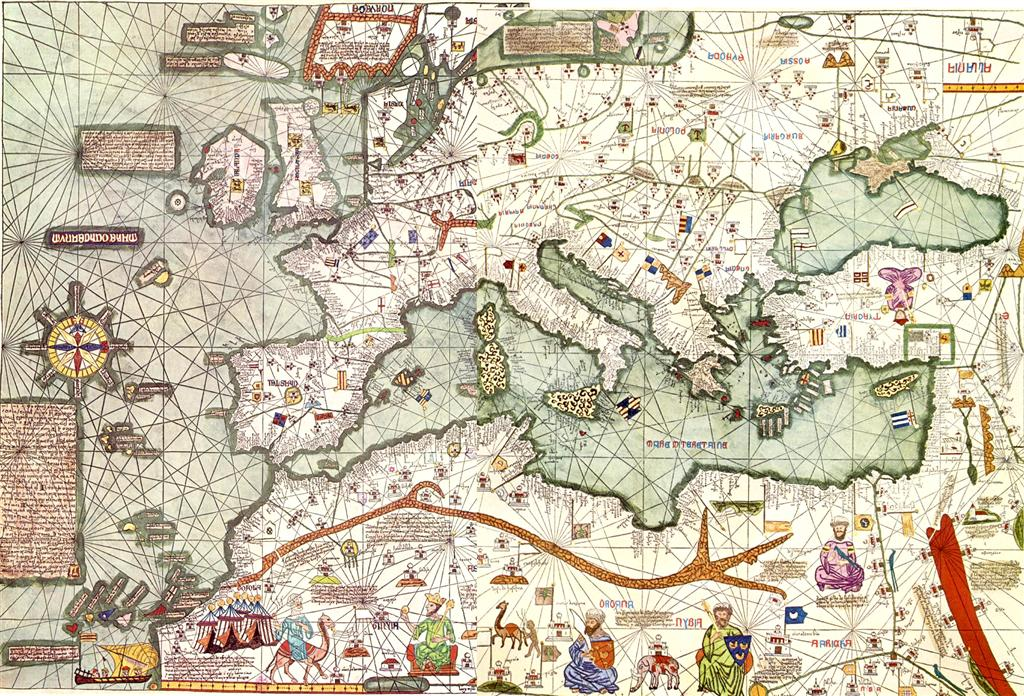
Atlas catalan (1375)
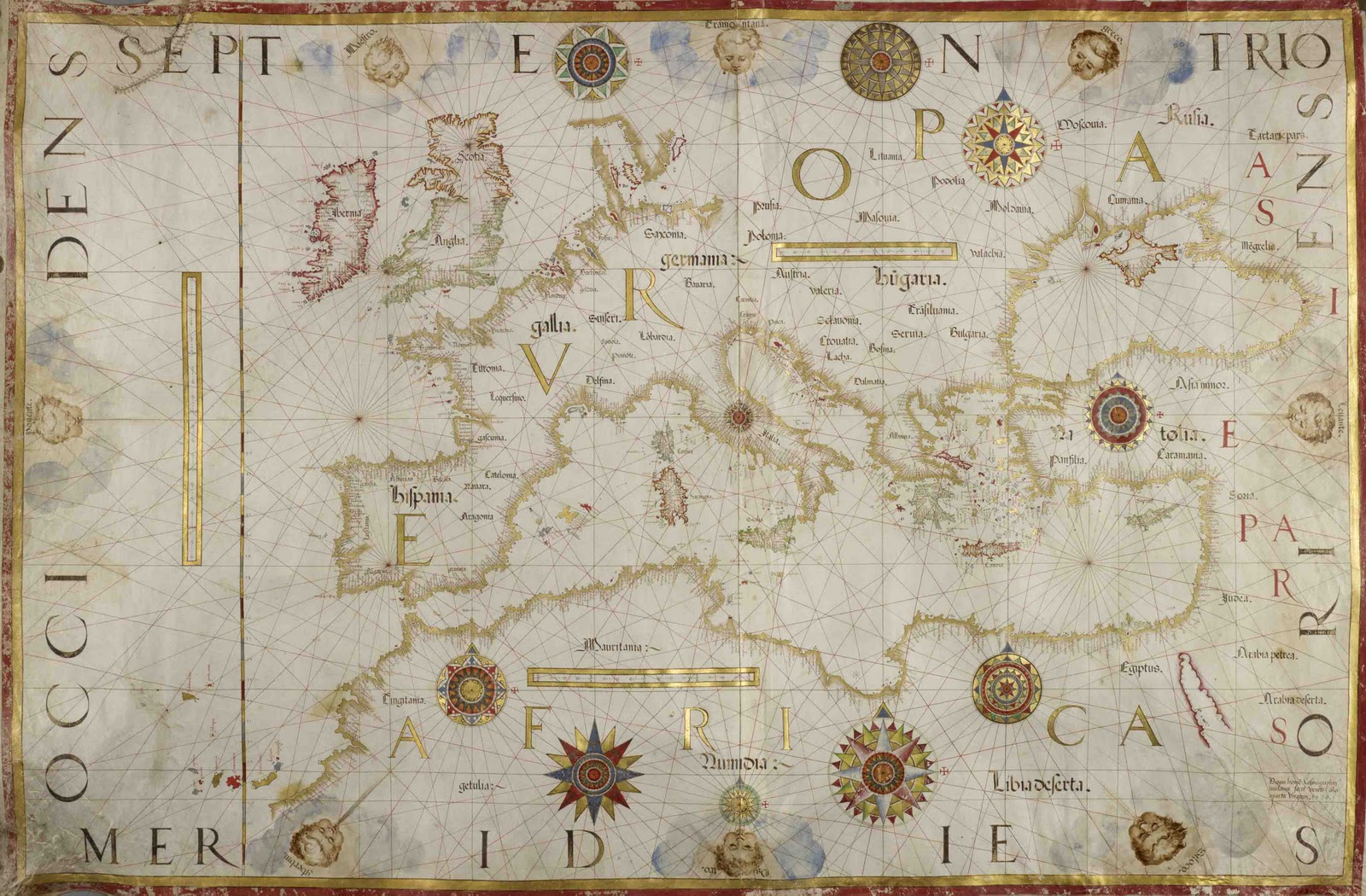
Portulan de la Mediterranée de Diogo Homem (1570)

#### Gallia, de Ptolémée (150, redécouverte auXVe)
Selon le géographe français Lucien Gallois, la source principale d'Oronce Fine pour l'élaboration de sa carte de 1525 est constituée des cartes et des tables cosmographiques établies par Ptolémée dans sa Géographie, un traité rédigé vers l'an 150. Ce document est une compilation des connaissances sur la géographie du monde à l’époque de l’Empire romain, ignoré par l'Occident médiéval jusqu’au XVe siècle. D’abord traduite en latin à Florence en 1409, cette Géographie  se répand ensuite dans toute l’Europe occidentale d’abord sous forme manuscrite, puis grâce à l’imprimerie à partir de 1475. Conscients de certaines erreurs de Ptolémée, la plupart des éditeurs offrent à partir de 1482 une France plus ou moins modernisée à côté de la Gallia antiqua. Une des principales erreurs est l’extension excessive donnée à l'écoumène, de 180° d’est en ouest alors on ne compte guère que 130° de l'extrémité occidentale de Europe à l'extrémité orientale de l'Asie, contribuant à  étirer exagérément la carte en longitude.

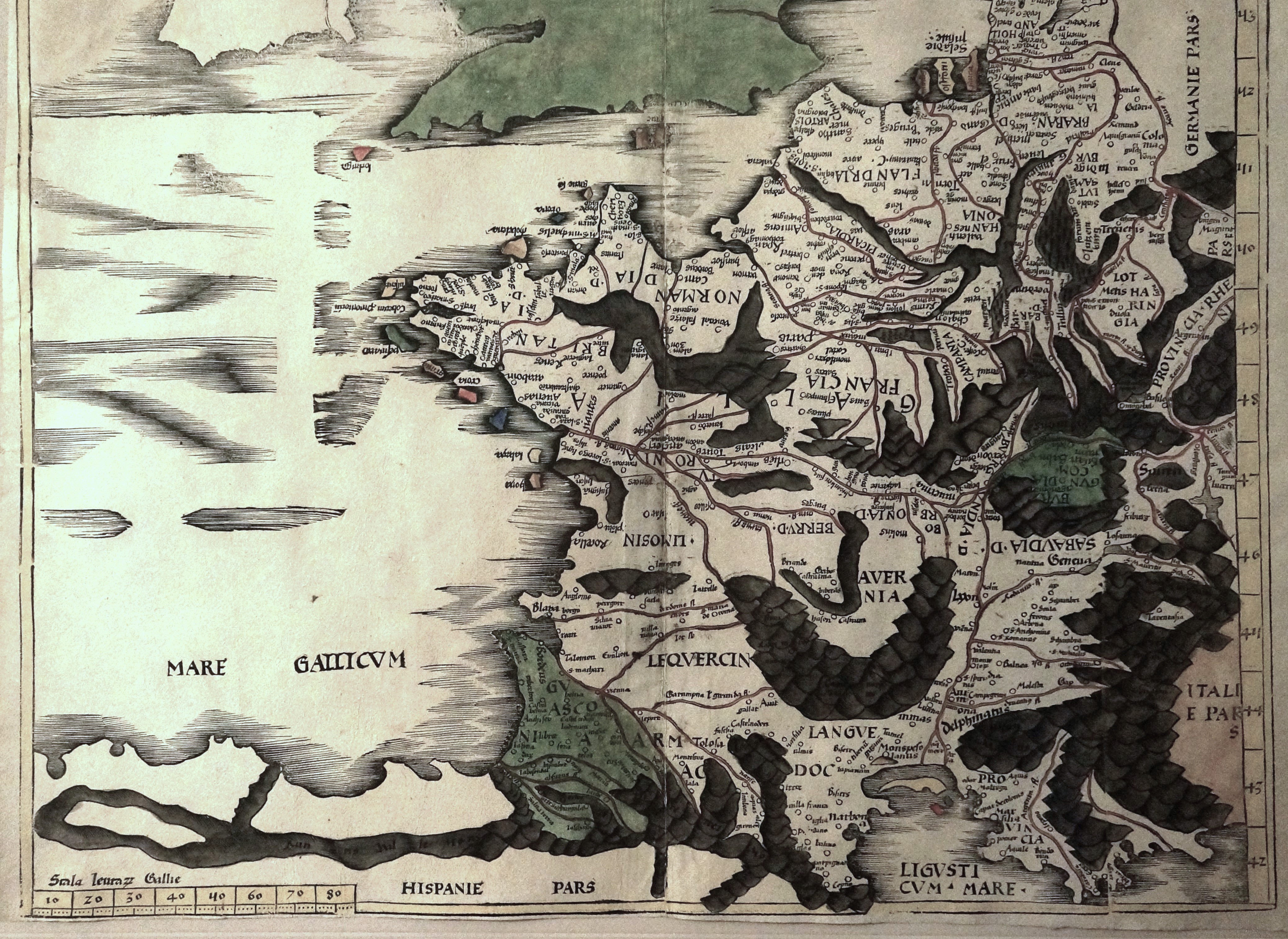
Tabula Moderna Gallie de M. Waldseemüller, 1513

En particulier, Oronce Fine se servira notamment de la Geographiae de Strasbourg (et en particulier de sa Tabula Moderna Gallie) de 1513 de Martin Waldseemüller. Ce premier véritable atlas moderne, dont le rayonnement en Europe dans toute la première moitié du XVIe siècle sera considérable, lui servira pour établir son document (et ce même si d’autres documents, comme la Gallia de Bernardo Silvano, seront considérés comme de meilleure facture a posteriori).

#### Cartes locales médiévales
Une autre catégorie de carte est à mentionner pour la période médiévale : les cartes locales ou régionales. Il s’agit de cartes terrestres qui ne sont ni des cartes du monde, ni des portulans ni les cartes redécouvertes de Ptolémée. Elles sont relativement peu nombreuses mais de caractère très varié. La première carte de ce type recensée en France et conservée jusqu’à nos jours date, selon P.D. Harvey, de 1357. Elle a été établie dans le cadre d’un différend surgi sur la nation de l’université à laquelle appartenait un étudiant de Mont-Sainte-Gertrude et présente le point de vue d’une partie sur la frontière coutumière entre les deux. Il se compose de lignes marquant la Meuse (Meuse) et de quelques noms de lieux.
Mais c’est surtout au XVe siècle que ces cartes locales se développent en France. François de Dainville, géographe français (1909-1971), en a fait un recensement. Il s'agit notamment de plans de villes - l'un, aujourd'hui perdu, est le plan d'Avignon commandé en 1491, un autre, conservé, est un plan de Rodez établi en 1495. Il s'agit d'un dessin à l'encre, qui donne des élévations complètes des façades de rue tout au long de la ville, montrant des détails architecturaux, avec de nombreux noms et autres notes. Ces cartes peuvent couvrir de vastes étendues, comme la carte du milieu du XVe siècle du comté de Gapençais (Drôme, Basses Alpes, Hautes-Alpes), qui couvre une superficie d’une quarantaine de milles carrés. D’autres couvrent de petites surfaces, comme quelques pâturages à Tillenay (Côte-d'Or) en 1467, ou les marais de Scamandre en Camargue (Bouches-du-Rhône) en 1479.

### XVIesiècle

#### Carte d'Oronce Fine (1525), plus ancienne carte «moderne» de la France

Nova totius Galliae descriptio, par Oronce Fine, en 1538.

Oronce Fine est l’auteur de la première carte « moderne » de France (dénommée Nova totius Galliae descriptio) dressée et publiée en France même, qui connut cinq éditions entre 1525 et 1557. Par certains traits, celle-ci se rattache aux cartes issues de la Géographie de Ptolémée (projection trapézoïdale, divisions en climats), mais le cartographe français en améliore nettement les contours. En géographe mathématicien, Oronce Fine était préoccupé par le calcul des longitudes et latitudes et il mit au point à cet effet un « méthoroscope géographique », astrolabe modifié par l'adjonction d’une boussole. Dans sa Cosmographia (1530), il donne les coordonnées de cent vingt-quatre villes françaises, tantôt empruntées à Ptolémée, tantôt corrigées et complétées par ses propres observations. Par ailleurs, Fine fait cohabiter toponymes anciens et modernes « afin de satisfaire à ceulx qui se délectent à lire les anciennes histoires de la dicte Gaule ». Cette France-Gaule englobe d’ailleurs toute la rive gauche du Rhin ainsi que le Nord de l'Italie ; les Alpes, réduites à quelques taupinières, ne constituent en rien un obstacle aux ambitions italiennes des rois de France...

#### Guides routiers
Les cartes routières n’existent pas encore, mais l’année 1553 marque une vraie révolution dans la connaissance des routes avec la parution de la guide des chemins de France. Ce guide, se distingue des autres documents de l’époque par la richesse de son contenu, la concision de son style et sa grande maniabilité. Il servira de modèle ultérieurement à de nombreux guides similaires. Un certain nombre d’itinéraires y sont décrits avec des descriptifs des régions ou de villes concernées.
Nicolas de Nicolay reçoit par deux fois (1567 et 1570) commission royale pour décrire « en général et en particulier» le royaume de France. Chargé de cartographier chaque région, il perfectionne son programme, y incluant la description de la situation, des limites, de l'origine des peuples, des fleuves, des forêts et leurs officiers… les paroisses avec le nombre des feux. Sont ainsi décrits le Berry, le Bourbonnais et le Lyonnais

#### Écoles cartographiques
On assiste, du XVe au XVIIIe siècle, au rayonnement successif d'écoles cartographiques, dont le déplacement reproduit celui des grands pôles d'activité économique : les Portugais d'abord avec l'école de Sagres, puis les Allemands (jusqu'en 1540) en Bavière et sur les bords du Rhin. Ils sont eux-mêmes éclipsés par l'école flamande dont l'apogée, en 1580, coïncide avec la suprématie d'Anvers. L’école élisabéthaine triomphe à son tour, à Oxford, et l'école hollandaise à Leyde.
Gérard Mercator, géographe et navigateur (1512-1594), représente le monde connu (1569) sous la forme d'un ensemble de 18 feuilles. Il utilise une projection originale (dite de Mercator) respectant les angles, encore employée pour toutes les cartes marines et pour certains planisphères d’atlas. En 1558, Mercator publie une carte d’Allemagne au 1 / 1200000. Abraham Ortelius (1527-1598), Flamand et disciple de Mercator, publie en 1570 le Theatrum orbis terrarum qui, avec 53 planches comportant 70 cartes, peut être considéré comme le premier grand atlas universel. En 1595, un an après la mort de Mercator, parait l'atlas qui porte son nom.
En France, l'école de cartographie de Dieppe, fondée par Pierre Desceliers (1500–1553), est célèbre pour la réalisation d'une importante série de mappemondes connues sous le nom de « cartes de Dieppe » réalisées dans cette ville portuaire au cours du XVIe siècle. Ses cartographes possédaient des connaissances approfondies en mathématiques et faisaient preuve d'une ample maîtrise des différentes projections cartographiques utilisées à l'époque.

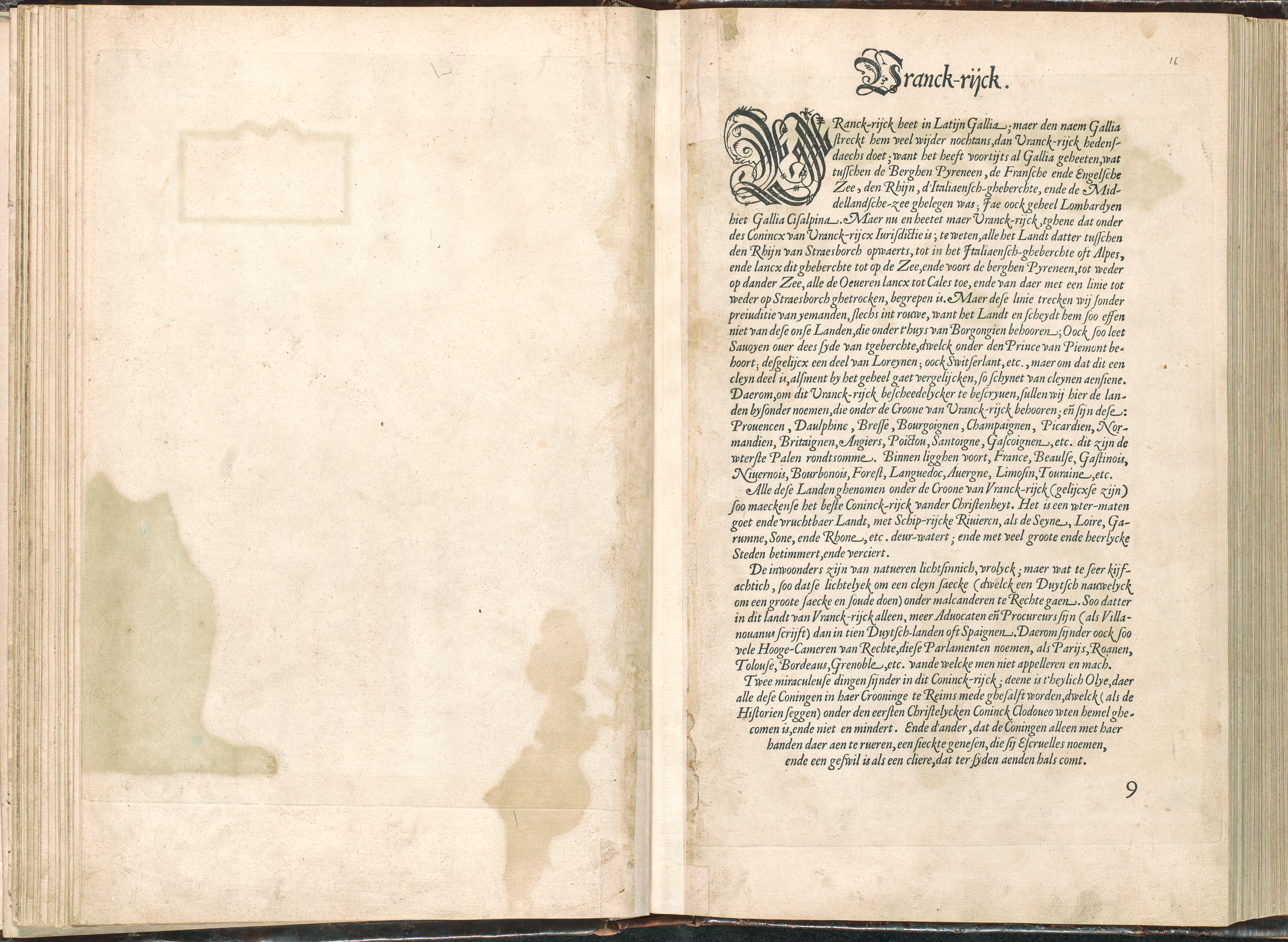
Atlas d'Abraham Ortelius (1570) - descriptif associé à la planche 16.
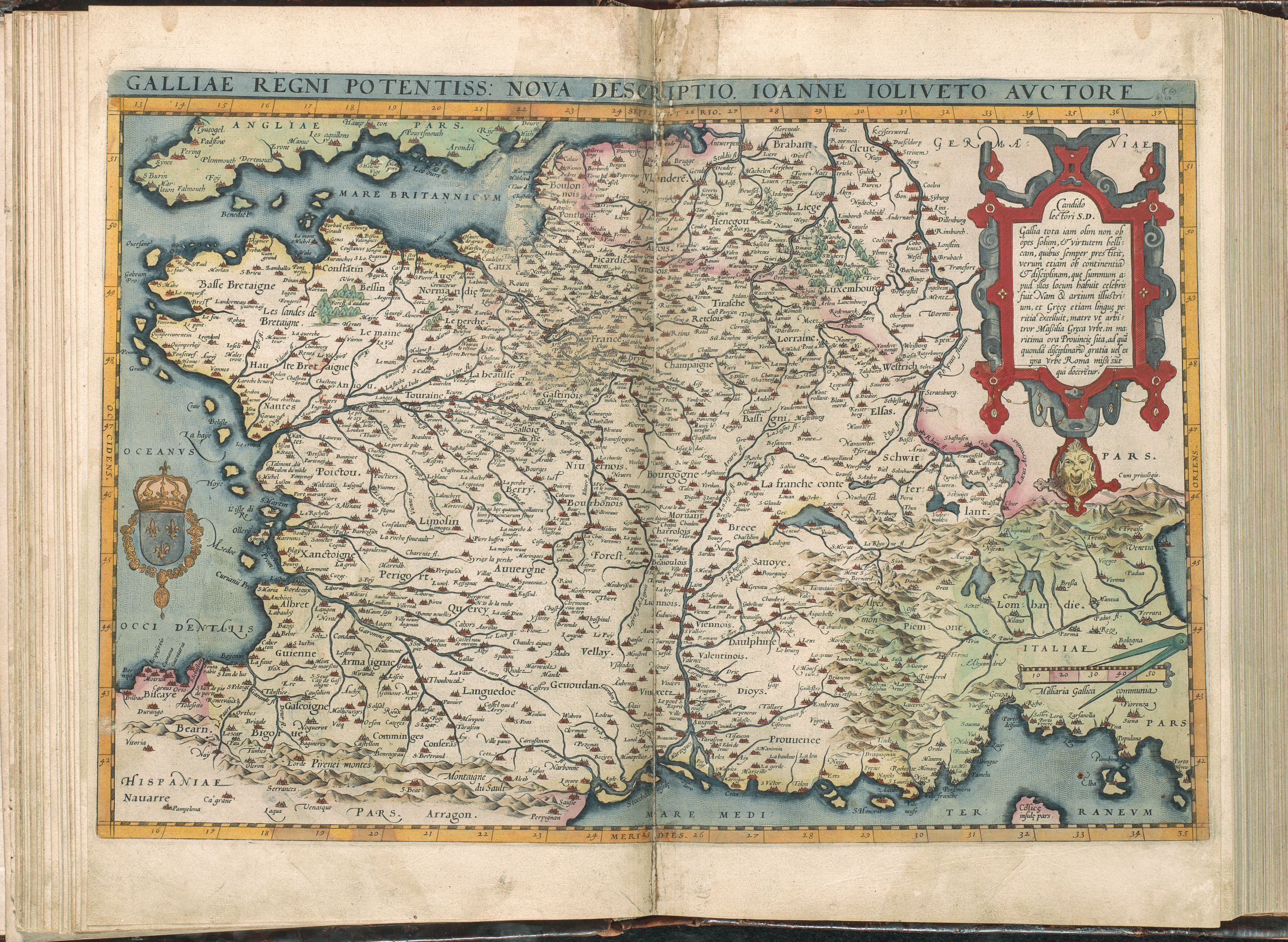
Atlas d'Abraham Ortelius (1570) - planche 16 représentant la France (Gallia).

### XVIIesiècle

#### Premiers cartographes français
Si les premiers cartographes sont hollandais, en France c’est Nicolas Sanson (1600-1667) d’Abbeville qui est considéré comme le père de la cartographie française, et il régna longtemps sur celle-ci avec ses fils Nicolas II et Guillaume, et son neveu Pierre Duval (1619-1683) également d'Abbeville, et Gilles Robert de Vaugondy (1688-1766), considéré souvent comme son petit-fils, mais qui fut plutôt l’héritier de son fonds géographique, et géographe connu lui-même.
De nombreux intervenants sont à différencier dans la publication de ces cartes :
- l’auteur de la carte, celui qui l’a levée sur le terrain ou qui, à cette époque, l’a beaucoup plus souvent établie sur la base de documents déjà existants (quand il ne l’a pas franchement copiée sur un autre auteur) ;
- le graveur, dont le talent était essentiel, et qui partageait parfois son travail avec d’autres pour la gravure des cartouches ou ornements ;
- le promoteur de la carte, celui qui la faisait dresser et en assurait le financement, souvent confondu avec l’éditeur ou le marchand, qui faisait aussi appel à un coloriste ou à un enlumineur.

Comme beaucoup des cartographes reconnus ont exercé successivement ces diverses fonctions, et qu’il s’agit dans bien des cas de dynasties ayant exercé pendant les XVIIe et XVIIIe siècles, il est bien difficile à un non spécialiste de faire la différence.
Par ordre chronologique, les principales cartes françaises produites au XVIIe siècle sont les suivantes : 
- 1632 - la Carte géographique des Postes qui traversent la France, par Melchior Tavernier, graveur et imprimeur ordinaire du Roi. Ce n’était donc pas un géographe lui-même mais un graveur et un éditeur. Il publia ainsi des cartes d’ingénieurs militaires, puis celles de Nicolas Sanson dont il avait découvert le talent.
- 1634 - les Cartes générales de toutes les provinces de France par Christophe Tassin, géographe ordinaire du Roi ;
- 1642 - le Théâtre des Gaules de Jean Boisseau, enlumineur du Roi pour les cartes marines et géographiques. Sur sa carte de France est tracée « la route des postes et grands chemins, allant de la ville de Paris aux principales villes et extrémités de cet État... œuvre nécessaire à tous maréchaux des logis, fourriers et voyageurs... » ;
- 1674 - la Carte particulière des environs de Paris par M.M. de l’Académie des sciences. Enfin une carte établie scientifiquement, ce qui n’était pas encore le cas pour celles de Sanson. Malheureusement et très curieusement, elle ne comporte encore le tracé d’aucune route. Ce n’était donc pas le problème majeur aux environs de Paris pour Louis XIV !
- 1681 - L'Atlas nouveau d'Alexis-Hubert Jaillot (1632-1712), d’une des familles de cartographes les plus connues. Le fondateur Alexis-Hubert était d’ailleurs venu à la géographie en épousant une fille de Nicolas Berey, puis en éditant les œuvres de Nicolas Sanson et de ses descendants. Il produit en particulier la première carte particulière des postes de France, ce qui fut une des spécialités de sa maison d’édition jusqu’au milieu du XVIIIe siècle avec la publication annuelle d'une liste et d’une carte des routes de poste ;
- 1695 - L’Atlas royal de Nicolas de Fer (1646-1720). Bien que sa réputation ne soit pas des meilleures comme géographe, il présente l'avantage d'y faire figurer les routes. Il avait succédé à son oncle, déjà marchand en taille-douce et enlumineur de cartes géographiques. Il grave lui-même peu de cartes mais fait travailler plusieurs graveurs et publie de nombreux atlas, aussi bien des côtes de France que des villes d’Europe.

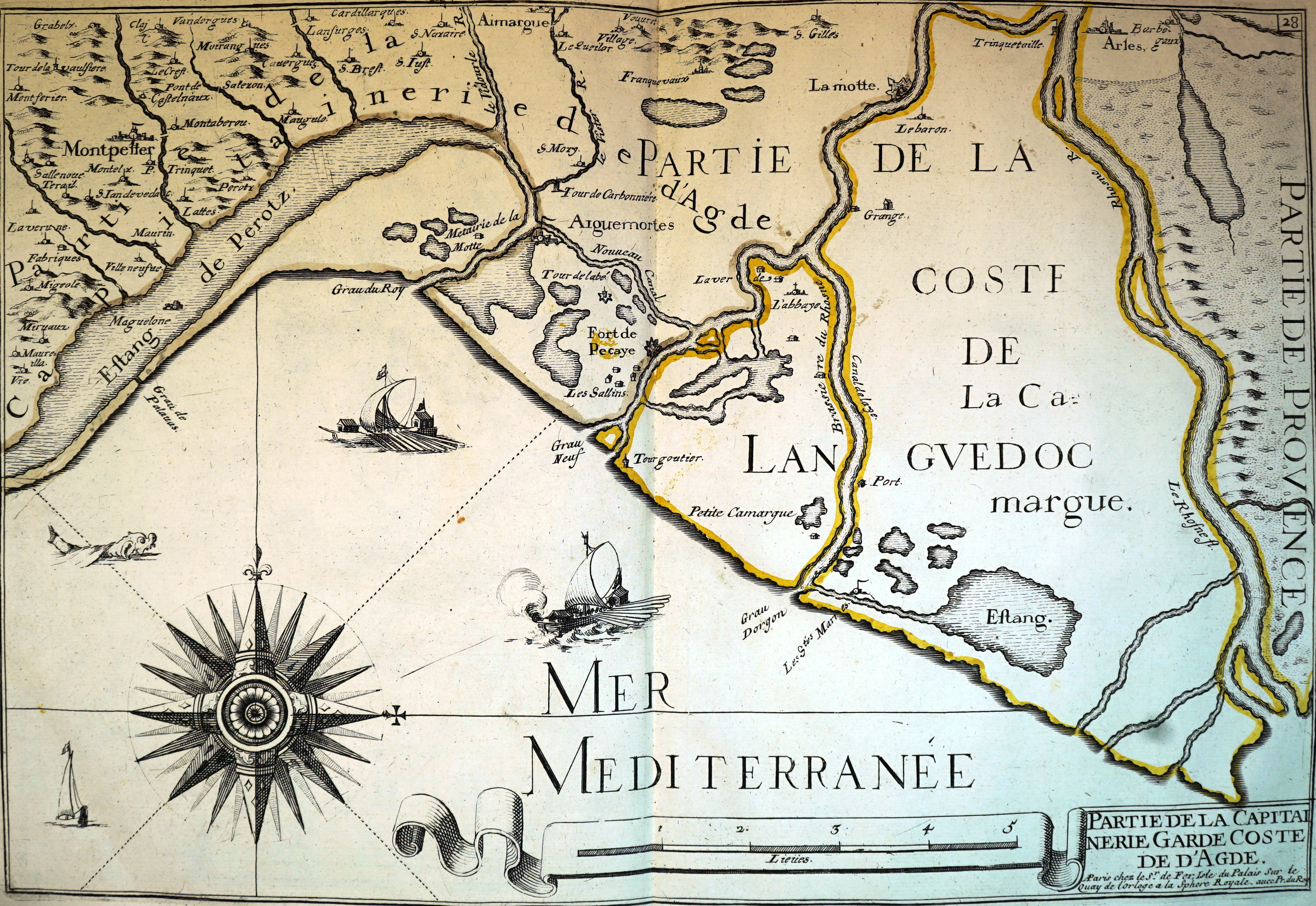
Capitaineries et côtes de Camargue, Christophe Tassin.
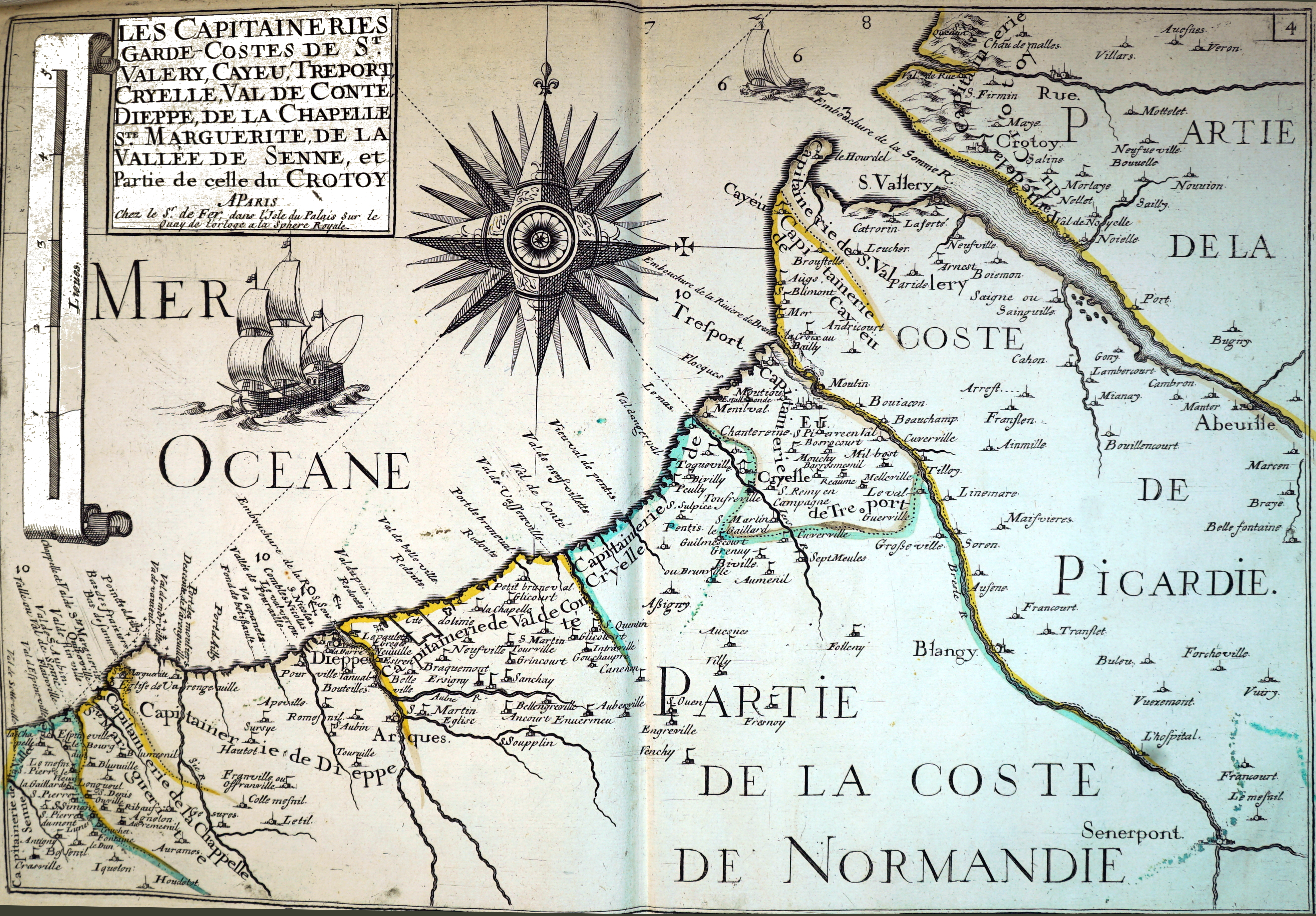
côtes de Picardie et Normandie, Christophe Tassin.
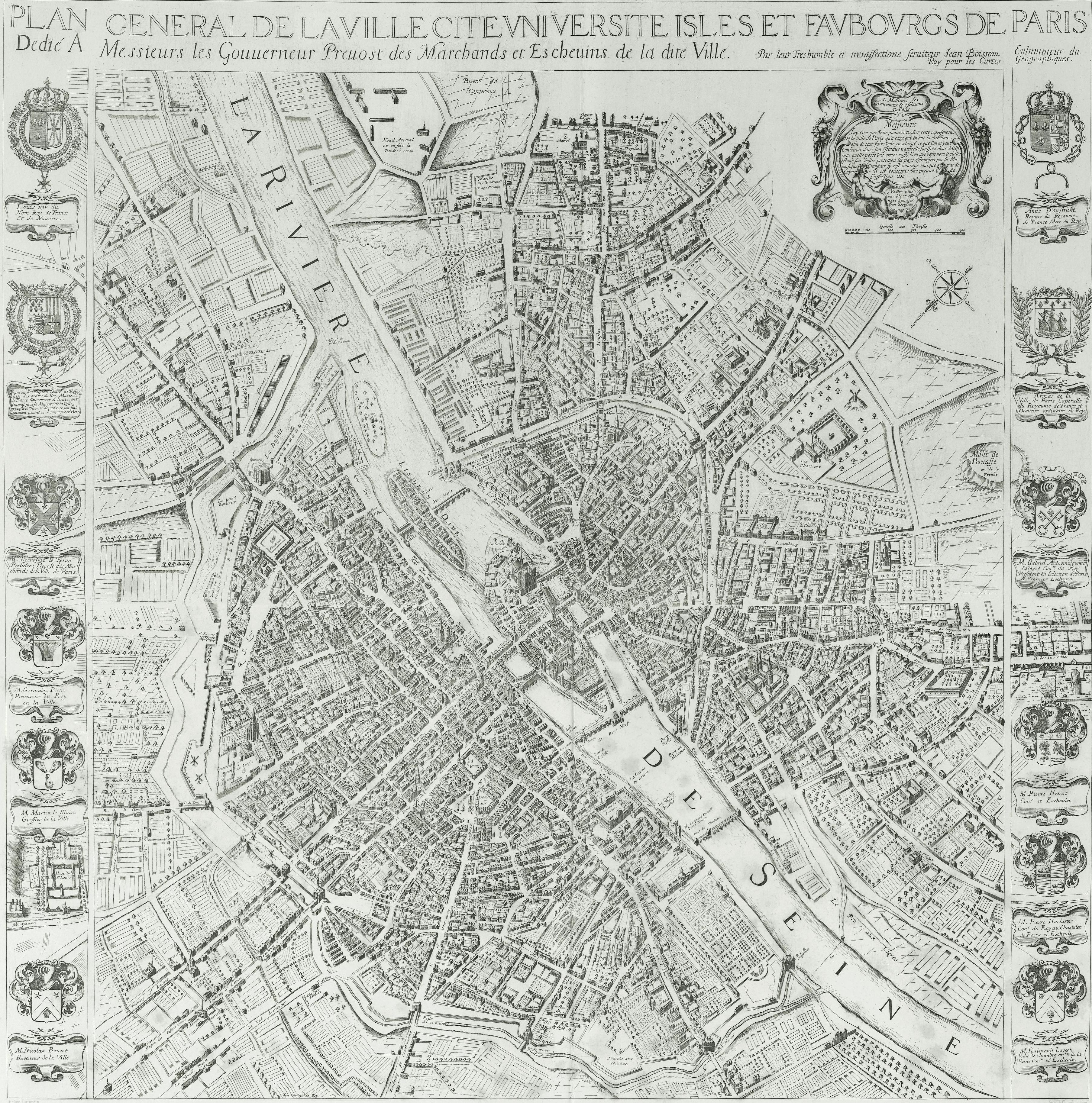
Plan de la ville de Paris (v. 1648), Jean Boisseau.
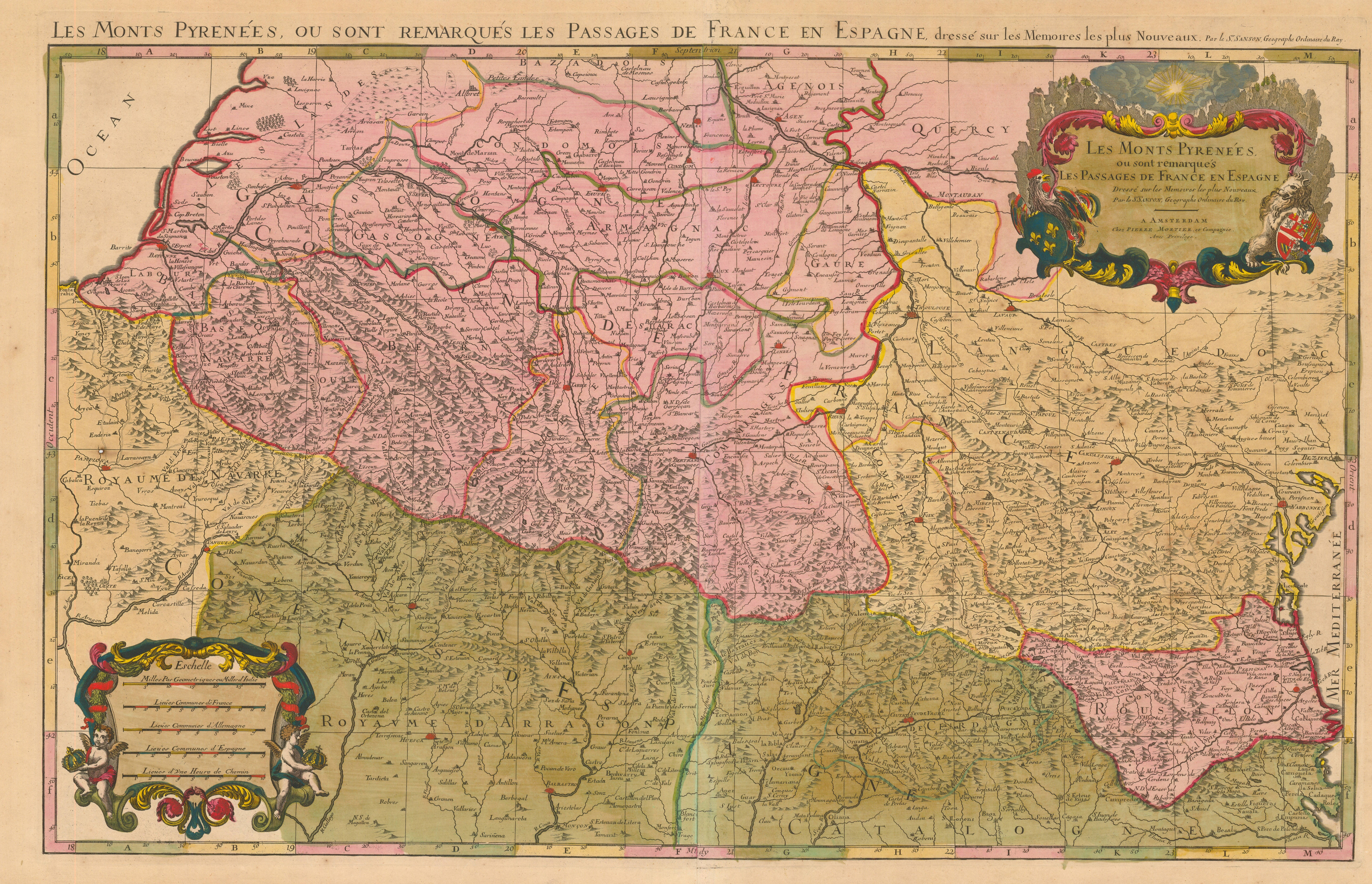
Les Pyrénées (v. 1694), Alexis-Hubert Jaillot.

#### Premières cartes thématiques: carte des postes de Tavernier (1632) et carte hydrographique de Sanson (1634)

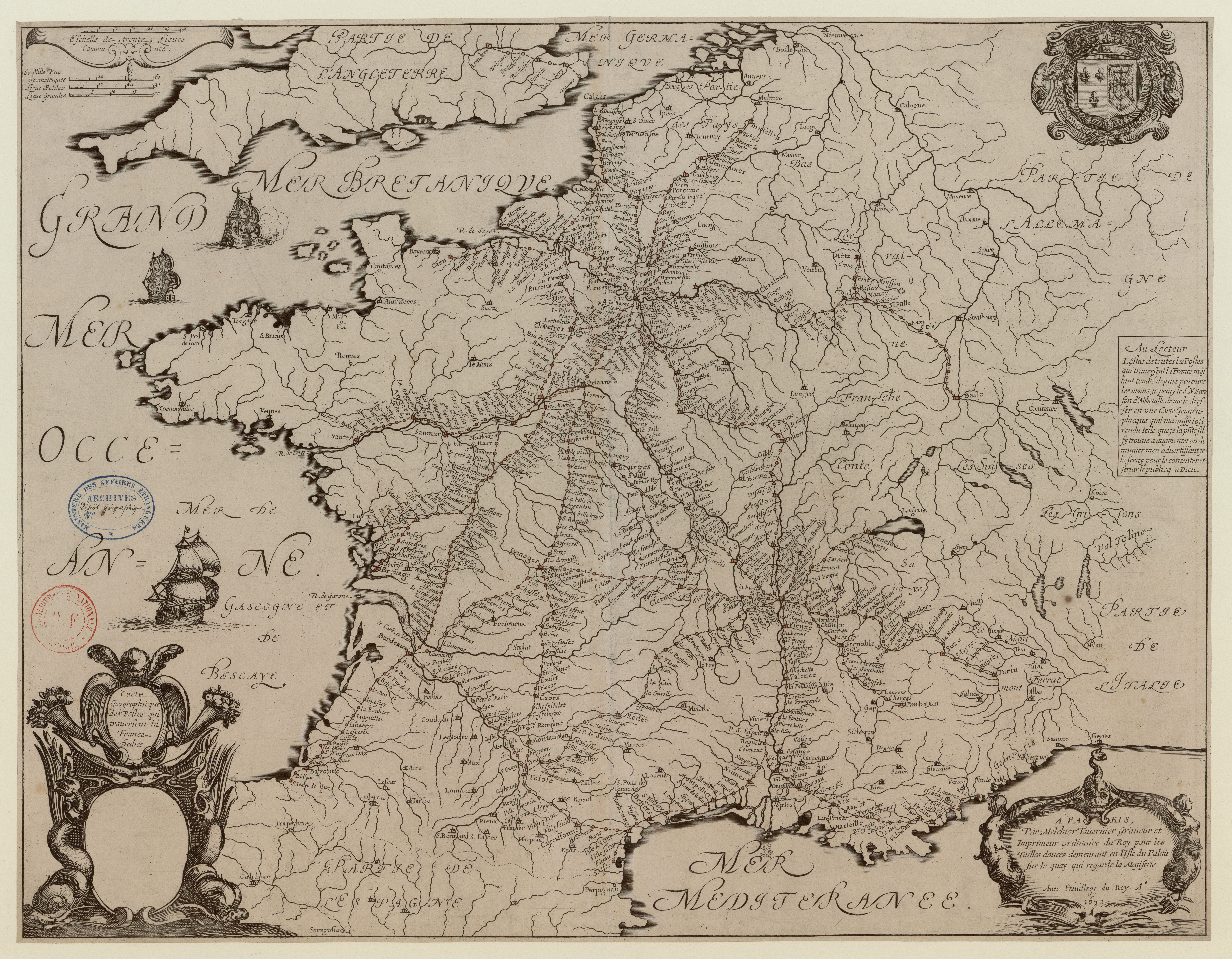
Carte des routes de postes (1632), Melchior Tavernier, première carte thématique conçue pour un usage spécifique : l'information des voyageurs.

Selon Gilles Palsky, la Carte géographique des postes qui traversent la France conçue en 1632 à l'initiative de l'éditeur-imprimeur de Nicolas Sanson, Melchior Tavernier peut être considérée comme la première carte thématique. Destinée aux voyageurs, elle figure le réseau des routes royales et l'emplacement des relais de chevaux (les postes). La carte est plusieurs fois rééditée, mise à jour et copiée. Comme le souligne Guy Arbellot, « C'était la première fois qu'on traçait des itinéraires routiers sur une carte de France destinée au public — aucun géographe ne s'y était risque jusque là — et la première fois également qu'on publiait cette carte de France entièrement consacrée à un sujet aussi spécialisé. Rien de comparable en effet avec les travaux des autres géographes contemporains qui s'attachaient à remplir leurs cartes d'un maximum de renseignements topographiques, sans toutefois faire d'autre référence au système routier qu'en figurant les principaux ponts".
Nicolas Sanson édite deux ans plus tard, en 1634, la première carte hydrographique de la France. Sanson insiste sur la précision nouvelle qu'elle offre sur les rivières en regard des cartes habituelles: « J'ai tracé dans cette carte leurs cours, leurs rencontres, et remarqué leurs noms, au moins de ceux que l’espace d'une feuille a pu comprendre: et j'espère ami lecteur que tu y en trouvera un grand nombre qui ne se sont vues ni dans les cartes générales, ni même dans les plus particulières ». La carte porte également la délimitation, gouachée, des grands bassins hydrographiques. A la différence de la carte des postes, elle n'est imitée que près de cent quarante ans . Dupain-Triel, ingénieur-cartographe du département des Mines, réalise en effet en 1781 la Carte générale des fleuves, des rivières et des principaux ruisseaux de la France, avec les canaux actuellement construits, une carte avec un graphisme proche de celui de la carte de Sanson, mais avec beaucoup plus d'informations (villes, chemins, limites de généralités). Cette carte traduit en particulier l'intérêt nouveau porté, après 1750, au développement de la navigation intérieure.

#### Vers une cartographie de précision: la méridienne de Picard (1669)
En 1666, Colbert crée l'Académie des sciences qui se consacre au développement des sciences et conseille les autorités politiques en ce domaine. Il choisit des savants, mathématiciens (astronomes, mathématiciens et physiciens) et des physiciens (anatomistes, botanistes, zoologistes et chimistes) qui tiennent leur première séance le 22 décembre 1666 dans la bibliothèque du Roi à Paris. En 1668, elle reçoit pour mission de travailler à l’amélioration de la cartographie de la France et à la mise au point de méthodes cartographiques nouvelles. Un rapport présenté en 1669 propose d’établir une première grande triangulation qui servira d’appui aux travaux topographiques ultérieurs, fixant ainsi la méthode topographique moderne qui découple la construction de la triangulation géodésique des travaux topographiques de terrain. L'abbé Picard est ainsi amené à mesurer en 1669 un degré de méridien, dans le but défini par Colbert de cartographier la France de façon géométrique ; la région « prototype » est la région parisienne, l'emplacement de la méridienne se trouve à l'est de Paris, entre Malvoisine et Sourdon-Amiens. C'est l'abbé qui, le premier, va adapter des « lunettes d'approche, au lieu des pinnules, sur ses instruments : quart de cercle et secteur, avec une bien plus grande justesse que celle que l'on avait jusqu'alors». La méridienne de 1671, non achevée, peut servir comme point de départ de cette triangulation. Dans un premier temps, les observations permettent de rectifier le tracé des côtes atlantiques. Mais Picard meurt en 1682.

#### LeNeptune françois, premier atlas de cartes nautiques (1693)
Le Neptune françois qui a été conçu par Colbert pour assurer la sécurité de la navigation, sort des presses de l’Imprimerie royale en 1693. C’est le premier atlas de cartes nautiques imprimé en France. Ses vingt-neuf cartes des côtes d'Europe, de la Norvège à Gibraltar, dont une moitié concerne les côtes occidentales de la France. Les premiers levés, qui concernent la Bretagne, le Poitou, l'Aunis et la Saintonge, datent de 1675-1676. Ils précèdent de peu la Carte de France. Un deuxième volume était annoncé pour la Méditerranée, mais il ne parut jamais. Des détails sur la réalisation du Neptune sont contenus dans son édition de 1753. Ses deux principaux maîtres d'œuvre furent Sauveur, maître de mathématiques des enfants royaux et membre de l'Académie des sciences, et Chazelles, ingénieur de la Marine et membre de la même Académie,.
Les levés du Neptune sont bien antérieurs à la triangulation générale, dont cet atlas ne profite ni dans l’édition de 1693, ni dans les éditions de 1753 et 1773 publiées par le dépôt de la Marine sans véritables mises à jour. Ces cartes sont des cartes « réduites », en projection de Mercator, qui permettent de tracer des itinéraires rectilignes et de fixer les caps une fois pour toutes. Mais cette innovation est mal accueillie par les capitaines marchands et les pilotes qui préfèrent les cartes « plates » où les degrés de latitude gardent une dimension constante.

### XVIIIesiècle

#### De la méridienne de Cassini (1683-1718) à la triangulation géodésique de la France (1744), puis ...

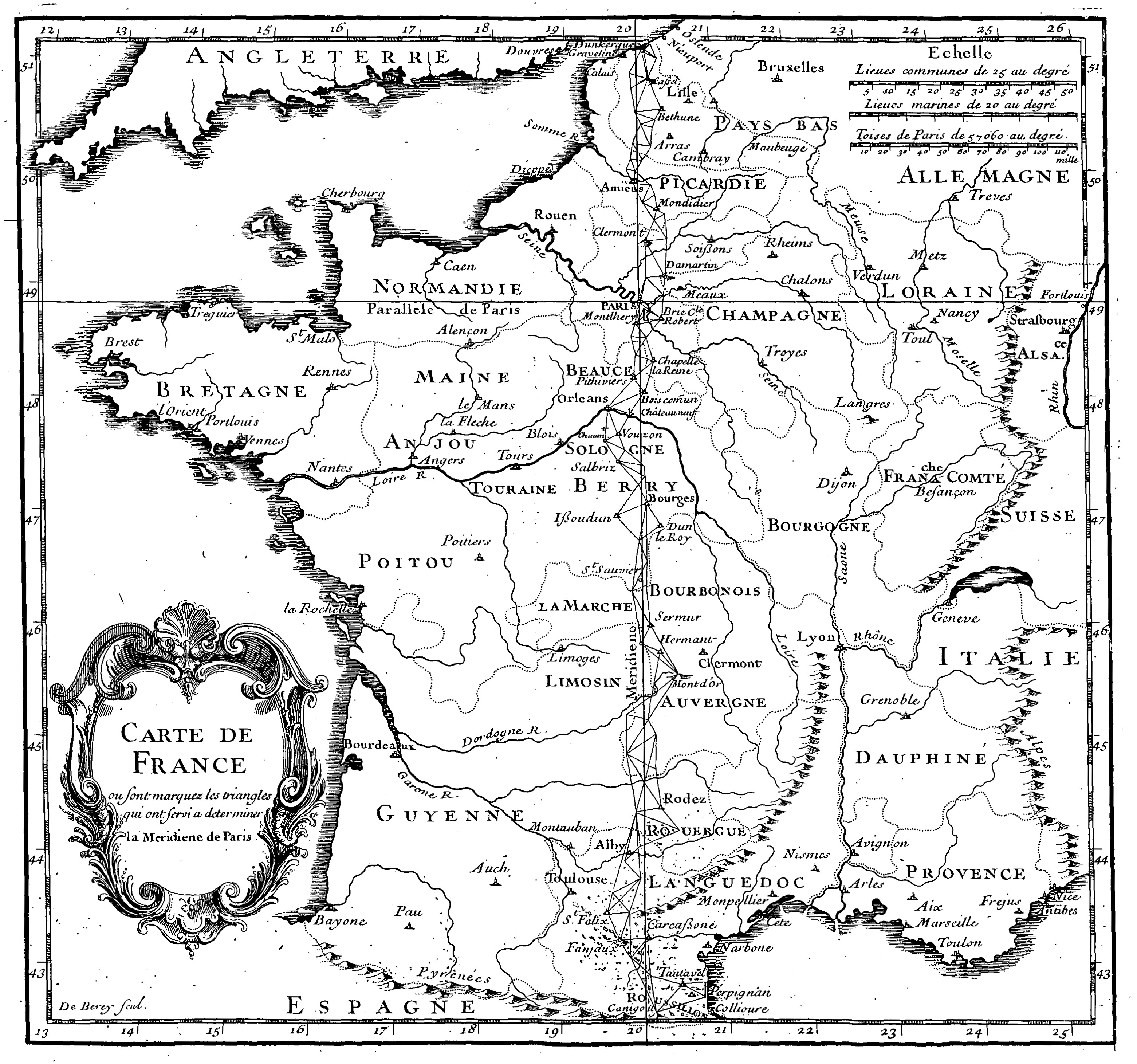
La méridienne de Paris et la carte de France, 1718.

En 1683, « Sa Majesté ordonne aux Mathématiciens de l'Académie des Sciences de continuer l'entreprise [de Picard] et de prolonger vers le Septentrion & vers le Midi jusques aux confins du Royaume, une Ligne Méridienne qui passât par le milieu de l'Observatoire de Paris. ». Les travaux débutent : J.-D. Cassini, chargé des opérations, se dirige vers le Sud et de La Hire part vers le Nord. Après la mort de Colbert (septembre 1683), les travaux s'arrêtent, reprennent en 1700-1701, avec, pour aider son père, la participation de Jacques Cassini. Collioure est atteint en 1701. Le prolongement vers le nord est retardé par la guerre de succession d'Espagne. Jacques Cassini est, dans le cadre de ces travaux, amené à contester l’aplatissement de la Terre prédit par Newton, car, à la suite d'erreurs de mesure, il croit observer un allongement des degrés en direction de l’équateur, mais il sera démenti en 1737. César-François Cassini de Thury, fils de Jacques, Maraldi et le fils de La Hire reprennent les travaux en 1739 pour aboutir en 1744 à un canevas géodésique complet d’environ 800 triangles. Le résultat est publié en 18 planches qui forment une carte à une échelle légèrement supérieure au 1/1 000 000 et sur laquelle, outre les triangles, sont figurés les principaux cours d’eau et forêt,.

#### ... à la carte de Cassini au 1/86 400e(1797)

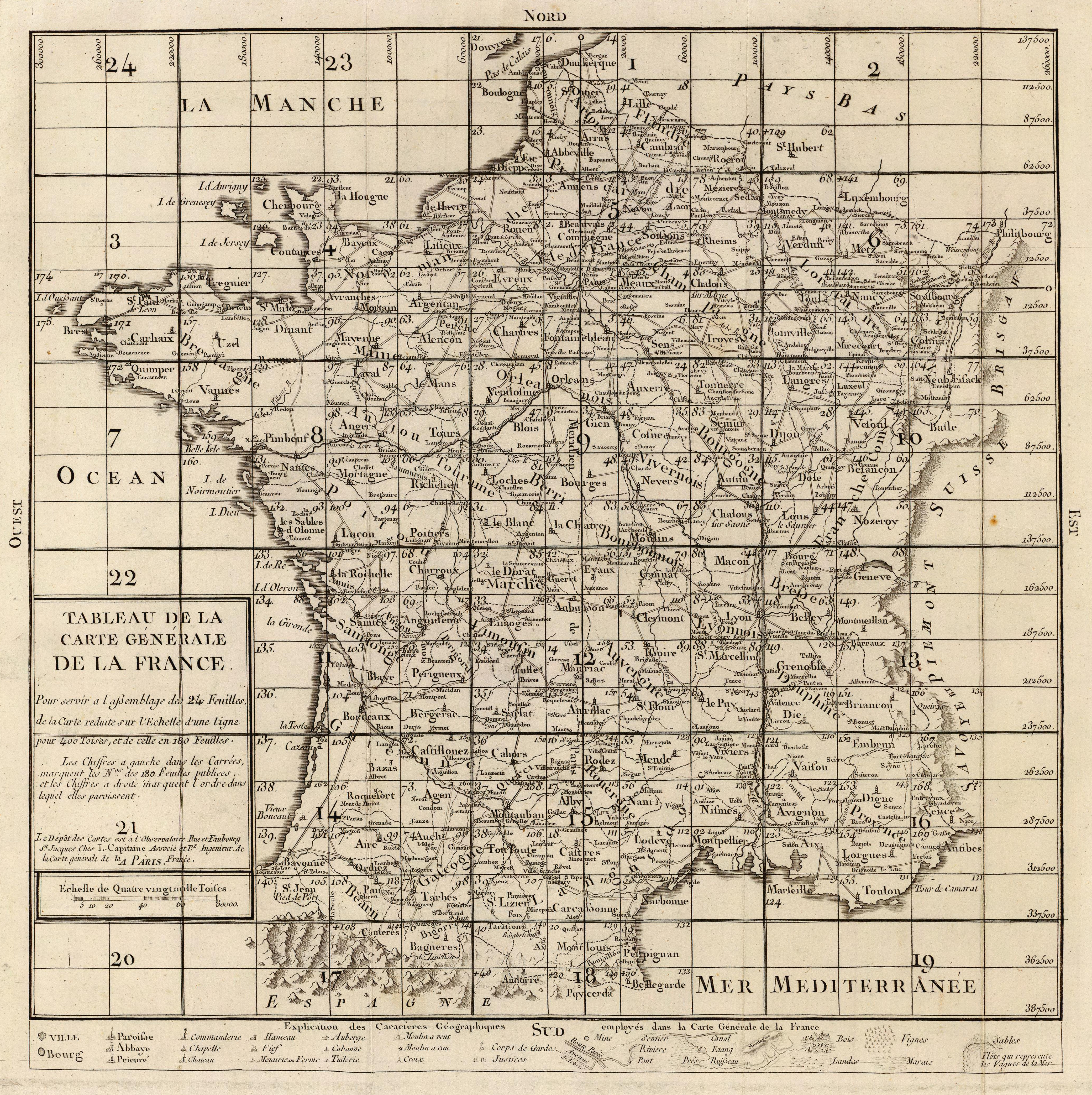
Carte de France de Cassini (1797)

Dans la continuité de ces travaux, Louis XV commande l’exécution d’une carte de France à grande échelle. L’entreprise aboutira à la carte de Cassini, la première carte topographique et géométrique établie à l'échelle du royaume de France dans son ensemble. Il serait plus approprié de parler de carte des Cassini, car elle a été dressée par la famille Cassini, principalement César-François Cassini (Cassini III) et son fils Jean-Dominique Cassini (Cassini IV) au XVIIIe siècle.
L'échelle adoptée est d'une ligne pour cent toises, soit une échelle de 1/86 400 (une toise vaut 864 lignes). Les levés topographiques systématiques commencent en 1750 et s’achèvent en 1789. La carte en 180 feuilles est publiée progressivement les dernières feuilles sont publiées en 1815.
Cette carte constitue pour l'époque une véritable innovation et une avancée technique décisive. Elle est la première carte à s'appuyer sur une triangulation géodésique dont l'établissement a pris plus de soixante ans. Les quatre générations de Cassini se sont succédé pour réaliser ce travail. La carte ne localise pas précisément les habitations ou les limites des marais et forêts, mais le niveau de précision du réseau routier représenté est tel qu'en superposant des photos satellite orthorectifiées aux feuilles de la carte de la France, on obtient de spectaculaires résultats.

#### Cartes de géographes
Dans la continuité des travaux des premiers cartographes français comme Nicolas Sanson (1600-1667) d’Abbeville, considéré comme le père de la cartographie française, et ou de ses fils Nicolas II et Guillaume, ou son neveu Pierre Duval (1619-1683) ou Gilles Robert de Vaugondy (1688-1766) ou Melchior Tavernier ou Alexis-Hubert Jaillot du XVIIe siècle, les œuvres suivantes peuvent être citées pour le XVIIIe siècle :
- 1700 - Premières publications des cartes de Guillaume Delisle (1675-1726), d’une famille de géographes dont les œuvres marqueront tout le XVIIIe siècle. Son père Claude était déjà lui-même géographe et historien. Il suit les leçons de Cassini et à 25 ans réforme les longitudes données par Ptolémée. Élu en 1702 à l’Académie des sciences, il est nommé en 1718 premier géographe du Roi par la faveur de son élève Louis XV. Il publie de nombreuses cartes comme celles de l’Artois, gravée par Berey, de la Champagne, de la Normandie, avec la densité caractéristique des villages de cette province, du Maine et du Perche, de la généralité d’Orléans avec le canal de Briare et une légende particulière pour les chemins romains et les chaussées le long de la Loire, de la Bourgogne, du Bordelais et du Périgord, du Béarn, de la Bigorre et de l’Armagnac et enfin de la Provence et des terres adjacentes.
- 1703 - Les montagnes des Cévennes dans le Languedoc par Jean- Baptiste Nolin (1657-1708), géographe un peu moins connu, mais cependant nommé géographe du Roi en 1701. Il est plutôt graveur que géographe, ayant surtout contrefait d’autres auteurs pour la publication de ses atlas
- 1712 - Carte des routes royales traversant la généralité de Tours par Poictevin. Pour la première fois, ce n’est plus l’œuvre d’un géographe, mais d’un ingénieur, et elle annonce pour bientôt le bureau des dessinateurs des Ponts et Chaussées. Poictevin est un ingénieur bien connu du règne de Louis XIV. Mais on cite d’habitude les turcies et levées parce que la navigation sur la Loire était toujours le moyen de transport principal. En réalité, Poictevin est chargé par Colbert de tous les travaux des Ponts et Chaussées dans les généralités d’Orléans, Tours, Bourges, Moulins et Riom, aussi bien de la route d’Étampes que des ponts sur la Loire et l’Allier ; ).
- 1730 - Carte générale des monts Pyrénées par Roussel, un ingénieur géographe militaire. À côté de la création du corps des ingénieurs géographes, les ingénieurs du corps des fortifications continuent au XVIIIe siècle d’exercer leur art cartographique dans un domaine un peu plus restreint, qui devait conduire aux atlas des places. Dans tous les cas, les activités de ces ingénieurs se limitèrent naturellement aux zones frontières.

#### Cartes des routes de poste

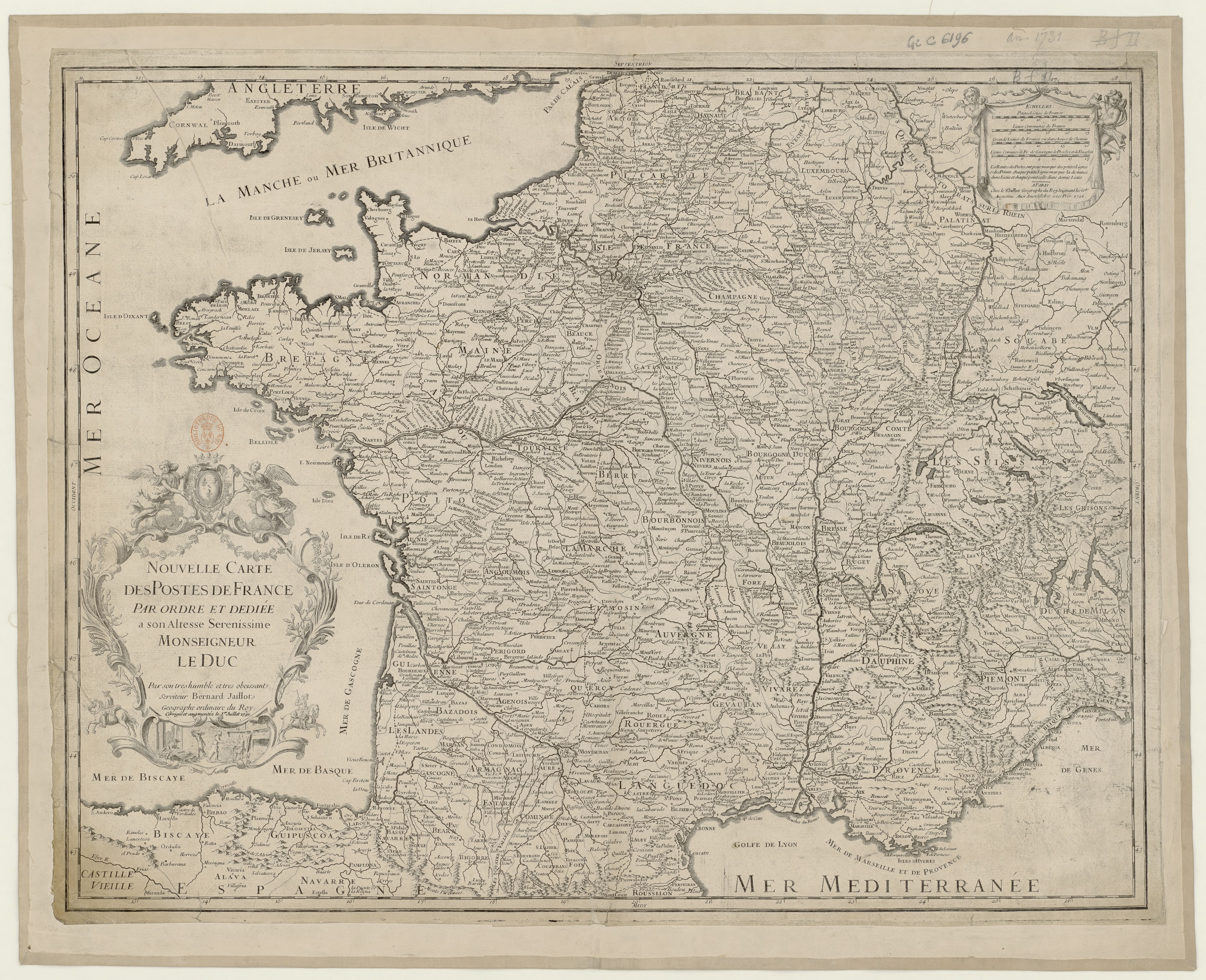
Carte des routes de poste, par Bernard-Antoine Jaillot (1731).

Dès 1716, les Livres de Postes fournissent, tous les ans une carte sommaire du réseau. Ces ouvrages, qui n’ont rien de décoratif, sont les guides du voyageur de l’époque. Ils décrivent précisément les trajets entre les grandes villes en laissant au lecteur la charge de combiner, à l’aide de la carte, les routes entre-elles pour construire leurs itinéraires. L’utilité de ces cartes aux yeux du pouvoir est avérée par la mise en place d’un privilège royal d’édition de la carte officielle des postes au profit de la famille Jaillot. Leur utilité aux yeux du public semble évidente puisque plusieurs publications de cartes concurrentes apparaissent malgré le privilège (Routes des Postes du Royaume de France de Nicolas de Fer (1700-1728, 1761), Carte du Royaume de France où sont tracées exactement les Routes de Postes par Robert de Vaugondy (1758)). Il y a là incontestablement une demande à satisfaire.

#### Après les cartes, les plans de routes: l’atlas de Trudaine
L'Atlas des routes de France dit Atlas de Trudaine figure parmi les plus grands atlas géographiques routiers de France. Cet atlas, réalisé entre 1745 et 1780 sur ordre de Daniel-Charles Trudaine, administrateur des Ponts et Chaussées, vise à cartographier finement les routes et leurs abords (pentes, ouvrages, franchissement de cours d’eau en particulier). Il donne une valeur informative considérable sur les paysages proches des routes à la fin du XVIIIe siècle et reste à cet égard une source de première importance pour les historiens de cette période et pour ceux qui souhaitent comprendre l’évolution des paysages et des écosystèmes (écologie rétrospective, histoire de l’environnement).
L’atlas est réalisé sous l’égide de deux administrateurs chevronnés dans le domaine des ponts et chaussées : Daniel-Charles Trudaine et son fils, Jean-Charles Philibert Trudaine de Montigny. Ce travail considérable n’est pas uniquement familial puisqu’il a nécessité la mobilisation de nombreux dessinateurs et ingénieurs, dont le plus connu est Jean-Rodolphe Perronet (1708-1794), qui accède au statut de chef du bureau des dessinateurs en 1747 et occupe la direction de l’École royale des ponts et chaussées jusqu’en 1794.
Le personnel des Ponts et Chaussées de toutes les intendances est mobilisé, avec des équipes de sous-ingénieurs responsables des levées de cartes. Ils sont encadrés sur le terrain par des ingénieurs, eux-mêmes dirigés par un ingénieur en chef. Ils sont formés pour appliquer une méthode cartographique précise. Les ingénieurs effectuent des opérations de lever qui aboutissent à la réalisation d’une minute. Les travaux de terrain font notamment appel au principe de la triangulation, ce qui permet d’obtenir un positionnement très précis des lieux. Ce procédé n’est appliqué qu’à des points fixes majeurs du territoire, comme les clochers ou les tours. À la fin des années 1740, le travail de cartographie est entamé et les plans sont peu nombreux. Les minutes sont envoyées à Paris afin que le dessin final des cartes soit pris en charge par des dessinateurs spécialisés. Finalement, cet atlas réunit plus de 3 000 grandes planches manuscrites et aquarellées, classées en 62 volumes.

#### Premiers cadastres partiels
À partir de la fin du XVIIe siècle, tous les pays européens essaient de réformer leurs systèmes fiscaux en y introduisant des cadastres pour répondre aux besoins monétaires croissants causés par la guerre et la croissance de l'administration en élargissant le nombre des sujets imposables. En France est ainsi créée en 1695 par Pontchartrain la capitation (déclaration du 18 janvier 1695) pour subvenir aux dépenses de la guerre de la Ligue d'Augsbourg, et en 1710 du dixième, impôt proportionnel sur le revenu personnel de tous les propriétaires. Parallèlement, une autre tendance s'affirme : les administrateurs essaient de donner une base à la répartition du tribut, visant à mesurer et estimer les immeubles et rendu actuels les cadastres, instruments de relèvement et d'estimation déjà existants depuis longtemps, puisque dans le Midi de la France, et précisément au sud d'une ligne idéale unissant approximativement Bordeaux à Lyon, des cadastres existaient au moins à partir du XVIe siècle.
Dans les pays voisins des cadastres régionaux voient le jour. En Italie, débutent en 1697 les travaux du cadastre piémontais puis en 1718 ceux du cadastre milanais. En Espagne sont entrepris les travaux du cadastre en Aragon en 1714-1718, ceux de Valencia en 1715, ceux de la Catalogne en 1716 puis Mallorca en 1728. Un cadastre est créé en Savoie en 1728. En France, on assiste dans ces mêmes années à des essais partiels de réforme, destinés à revoir dans quelques généralités en pays d'élections la perception de la taille, impôt traditionnel sur le revenu. Mais ce n'est qu'à partir de 1740 que, à l'initiative de l'intendant de Limoges, Louis-Urbain-Aubert de Tourny, sont mises en œuvre des procédures qui aboutissent à la création d'un cadastre. Tourny soutenu par l'Intendant des finances Trudaine, connaisseur des cadastres ayant été intendant d'Auvergne, prend la décision d'envoyer dans les paroisses de sa généralité plusieurs arpenteurs jurés qui, aidés par quelques habitants du lieu, procèdent à l'arpentage et à l'estimation de l'élection d'Angoulême.
Anne Robert Jacques Turgot, successeur de Tourny à Limoges, améliore la procédure en changeant aussi les instruments de relevé. Les commissaires qui se rendaient dans les paroisses pour assister à la confection du rôle, étaient en effet munis d'éléments objectifs : les plans parcellaires des héritages élaborés à l'aide de la planchette. En treize ans passés en Limousin, Turgot ne réalise toutefois que l'arpentage de trois paroisses.
En avril 1763, le Contrôleur général des finances Henri Bertin publie un édit décrétant la création d'un cadastre général du royaume. Cette démarche apparaît donc comme la réponse française aux difficultés financières dues à la guerre de Sept Ans, désastreuse pour toutes les puissances belligérantes. La création du cadastre amenait en effet avec elle la transformation des vingtièmes d'impôts proportionnels en impôts de répartition. Des précautions sont toutefois prises dans l'édit où on affirme solennellement dans le préambule que le cadastre ne porte pas « atteinte aux privilèges qui se trouveront bien établis », concept renforcé à la fin du premier article où il est dit que les « privilèges des propriétaires et possesseurs des dits biens, et sans y préjudicier » seraient pris en compte. L'intendant des finances d'Ormesson, entreprend de consulter l'ensemble des intendants provinciaux qui émettent des réponses globalement positives, et, aidé par l'Intendant des finances Trudaine, confie à Harvouin une mission de voyage d'étude en Italie. Harvouin découvre l'existence d'un cadastre géométrique et parcellaire avec une estimation réalisée par des ingénieurs, modèle qu'il propose d'importer en France. Mais ni d'Ormesson, ni Harvouin ne pouvaient prévoir que la consultation des intendants provinciaux et la mission en Italie se dérouleraient au moment même où commençait une crise politique si grave qu'on l'a comparée à la Fronde. Le projet de cadastre et de réforme fiscale échoue.
En 1775 Turgot, devenu Contrôleur des Finances, essaye de mettre en pratique le plan de réforme fiscale qu'il avait esquissé en 1763-1764 et mis en œuvre dans le Limousin, un plan qui, associant la création du cadastre à la concertation avec les propriétaires, excluait la voie du commissaire et de la centralisation. Mais il entre en disgrâce et le projet est abandonné. Parallèlement l'autre base de répartition, celle réalisée par l'intendant de Paris et en particulier par Bertier de Sauvigny, le vrai créateur des plans par masses de culture, s'impose comme la voie la plus réaliste pour réformer l'impôt foncier. La déclaration du 11 août 1776 qui concédait l'autorisation de la création de cadastres par arpentages généraux, en est la preuve la plus concrète.

#### Des cartes marines bien plus précises (1737-1772)

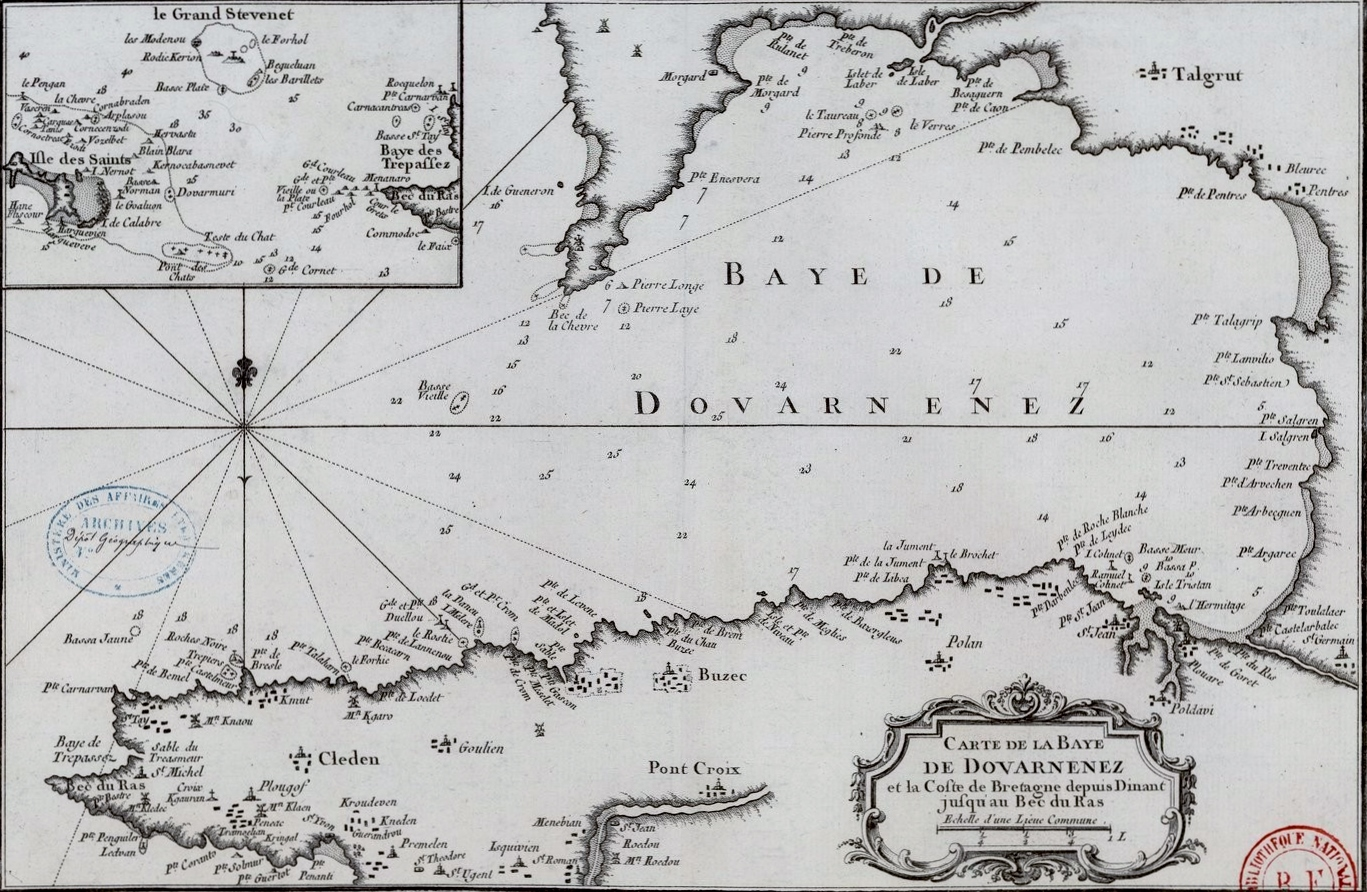
Carte de la Baie de Douarnenez (par Jacques-Nicolas Bellin, 1764)

Le Neptune françois publié en 1693 est incomplet puisqu’il y manque les côtes méditerranéennes. Jacques-Nicolas Bellin, cartographe hydrographe et encyclopédiste, comble ce vide en publiant en 1737 sa première carte hydrographique, une carte « réduite » couvrant la Méditerranée. Mais sa carte rencontre les mêmes réticences des marins que pour celle de Sauveur et Chazelles. Le ministre de la Marine demande ainsi à Bellin, huit ans plus tard, de faire graver une autre carte de la Méditerranée, une carte « plate » comme le veut la tradition. Dans l’introduction au Catalogue des cartes hydrographiques & autres ouvrages qui ont été faits au dépôt des cartes et plans de la Marine, pour le service des vaisseaux du roi, publié en 1772, Bellin dresse un bilan de ses activités et donne ensuite la liste des quatre-vingt-seize cartes qui forment le portefeuille de L’Hydrographie françois, et celle des ouvrages géographiques illustrés de cartes et de plans, dont le plus important est Le Petit Atlas maritime ou Recueil des cartes et plans des quatre parties du monde (cinq volumes, 1764).

#### Création des départements: un nouveau cadre homogène pour la représentation cartographique nationale
Parmi les doléances de la Révolution française, le peuple réclamait un cadastre général sur tout le royaume pour mieux asseoir la propriété et établir une justice fiscale débarrassée des privilèges féodaux. En 1780, Robert de Hesseln, un cartographe lorrain puis français, propose  un quadrillage topographique de la France, afin de faciliter sa cartographie et sa description, à différentes échelles. Pour ce faire, il quadrille la France en carrés uniformes, s'orientant astronomiquement à partir du méridien de Paris (déjà mesuré par triangulation par Cassini)  et sur une base de multiples de neuf. Le royaume se trouve ainsi découpé en 80 carrés plus Paris, de 18 lieues de côté, chaque carré est divisé en neuf districts et chaque district en neuf cantons.
Cette proposition séduit l'abbé Sieyès qui propose à l'Assemblée nationale l'élaboration d'un plan de réorganisation administrative du royaume, dont le projet est confié à un comité dont le rapporteur est Thouret. Celui-ci présente au comité son projet le 19 septembre. Il prévoit la division du royaume en 81 départements, chacun formant, à l'exception du département de Paris, un carré de 18 lieues terrestres de côté, mais est rejeté. Le 11 novembre 1789, l’Assemblée nationale constituante adopte un nouveau projet de découpage en départements dont les noms sont choisis en fonction de la géographie et de l’hydrographie. Ce nouveau cadre homogène tant pour la représentation nationale que pour l'administration du royaume balaye les anciennes divisions du pays et oblige les éditeurs de cartes à mettre à jour leurs anciens cuivres ou à publier de nouvelles cartes et de nouveaux atlas.

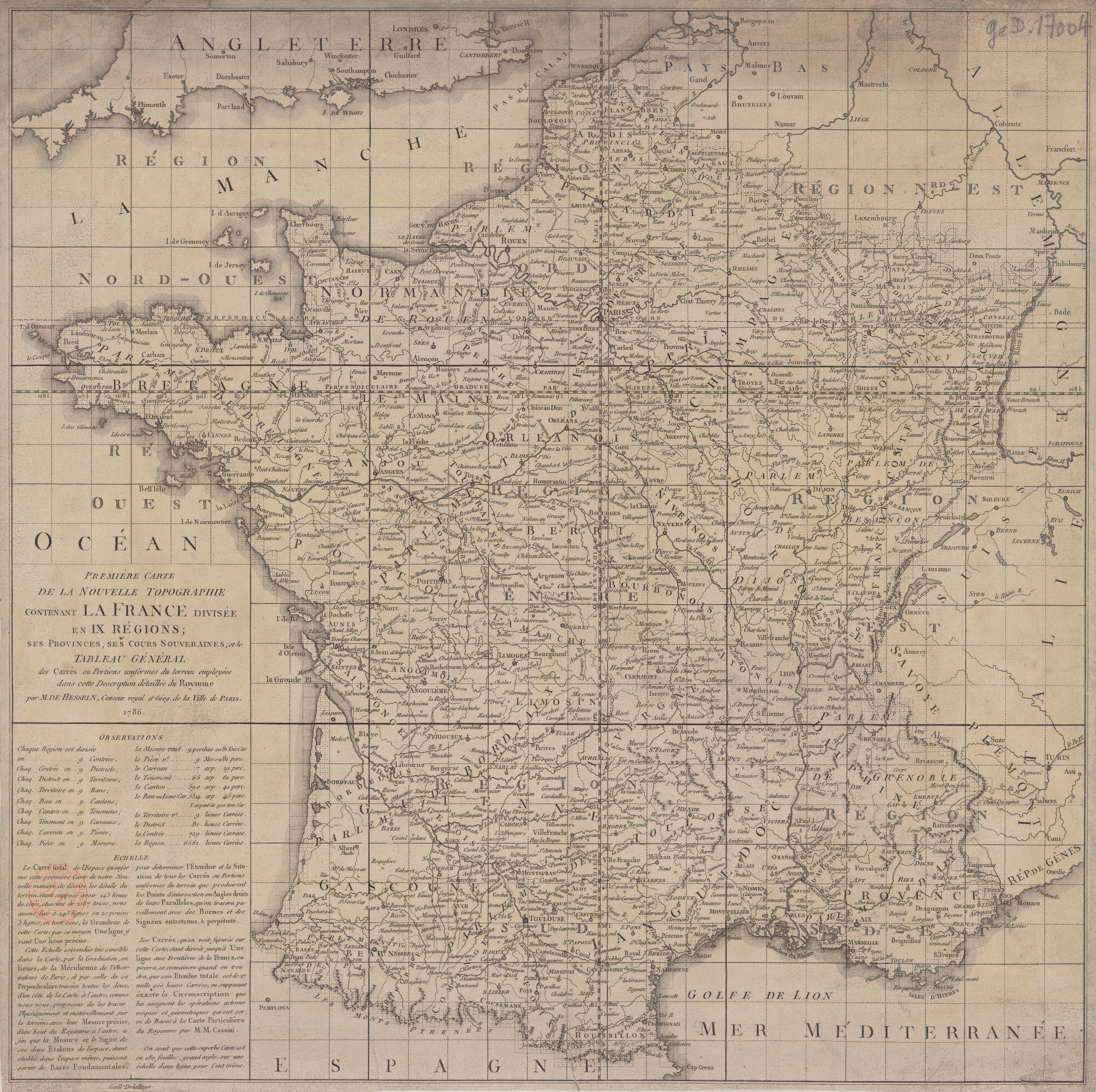
Carte quadrillée de Hesseln (1780)[N 4]
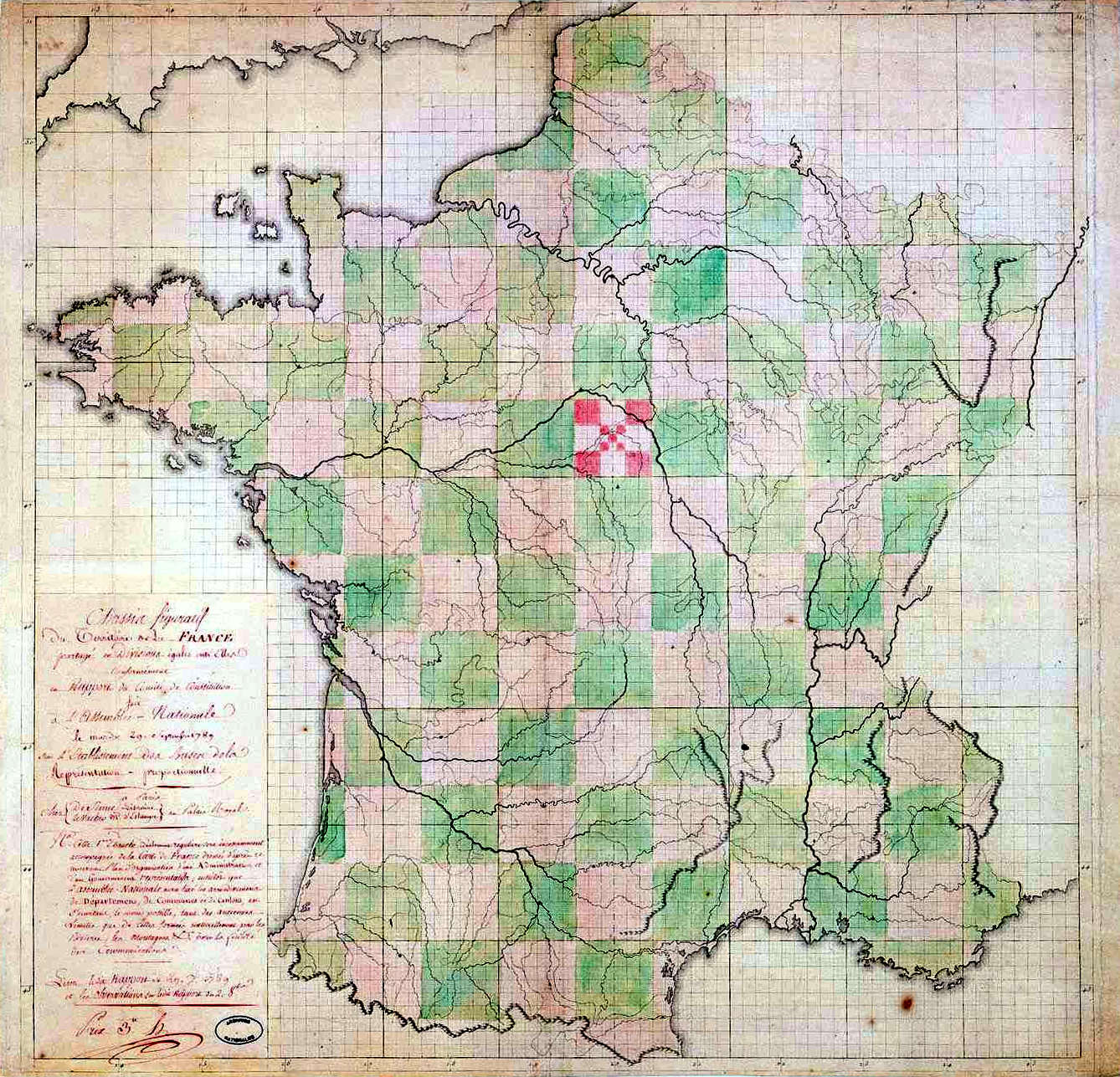
La proposition géométrique du comité Sieyès-Thouret.
Disparition des provinces d'Ancien Régime (en couleur) au profit des départements (limites en noir) (1789).

### XIXesiècle

#### Élaboration du cadastre général

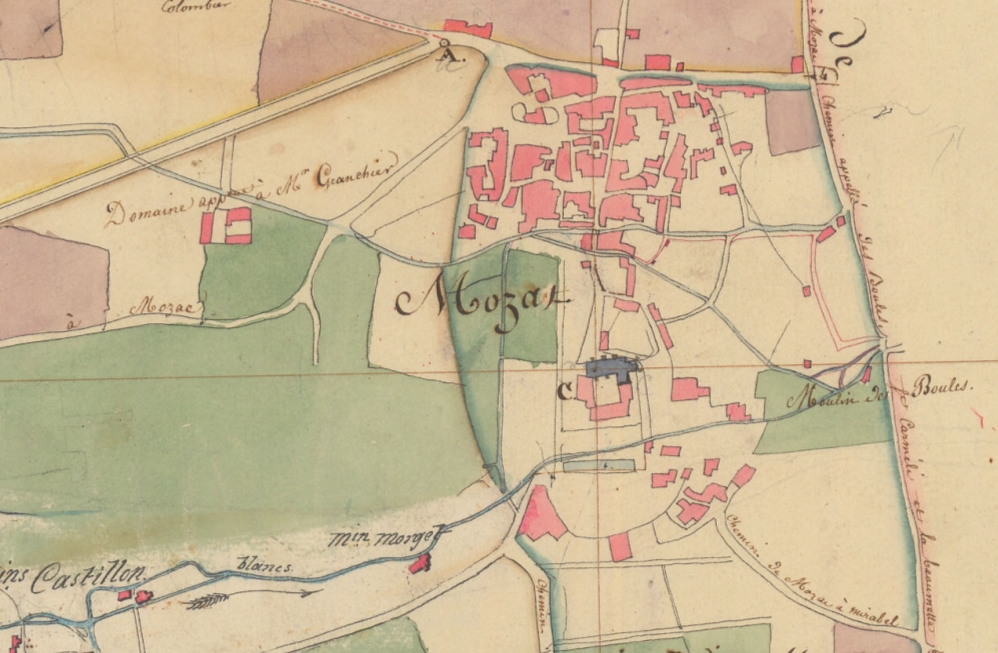
sur le terrain le 24 juin 1809. Échelle : 1 cm = 5000 m.
Cadastre napoléonien de Mozac, 1809 (Archives départementales du Puy-de-Dôme).

En supprimant l’ensemble des impôts d’Ancien régime pour les remplacer par une contribution foncière unique répartie par égalité proportionnelle sur toutes les propriétés foncières « à raison de leur revenu net », l'Assemblée Constituante jette les bases d’un cadastre en ordonnant par les lois d’août et septembre 1791 de lever des plans de masses présentant la circonscription de la commune et sa division en sections, elles-mêmes divisées en parcelles. L'article 1er du décret de la loi du 16 septembre 1791 précise : "Lorsqu'il sera procédé à la levée du territoire d'une commune, l'ingénieur chargé de l'opération fera d'abord un plan de masse qui présentera la circonscription de la commune et sa division en sections, et formera ensuite les plans de détail qui composeront le parcellaire de la commune.". Basé sur les seules déclarations des propriétaires, la démarche est un échec. Un arrêté du 11 messidor an X (30 juin 1802) crée une commission de sept membres qui propose la confection générale par “masses de culture”. L'arrêté des Consuls du 12 brumaire an XI (3 novembre 1802) en ordonne son exécution. 1 915 communes sont cadastrées mais les résultats sont jugés une nouvelle fois peu fiable du fait du système déclaratif,. C'est finalement la loi du 15 septembre 1807 qui jette les bases du cadastre dit "napoléonien". L’ensemble des opérations cadastrales est régi par Le Recueil méthodique des lois, décrets, règlements, instructions et décisions sur le cadastre de la France, qui paraît en 1811. Ce texte organise le travail des services du cadastre pour la délimitation des parcelles et l’évaluation des terres,.

#### La nouvelle carte d'état-major au 1/80 000e(1827-1880)

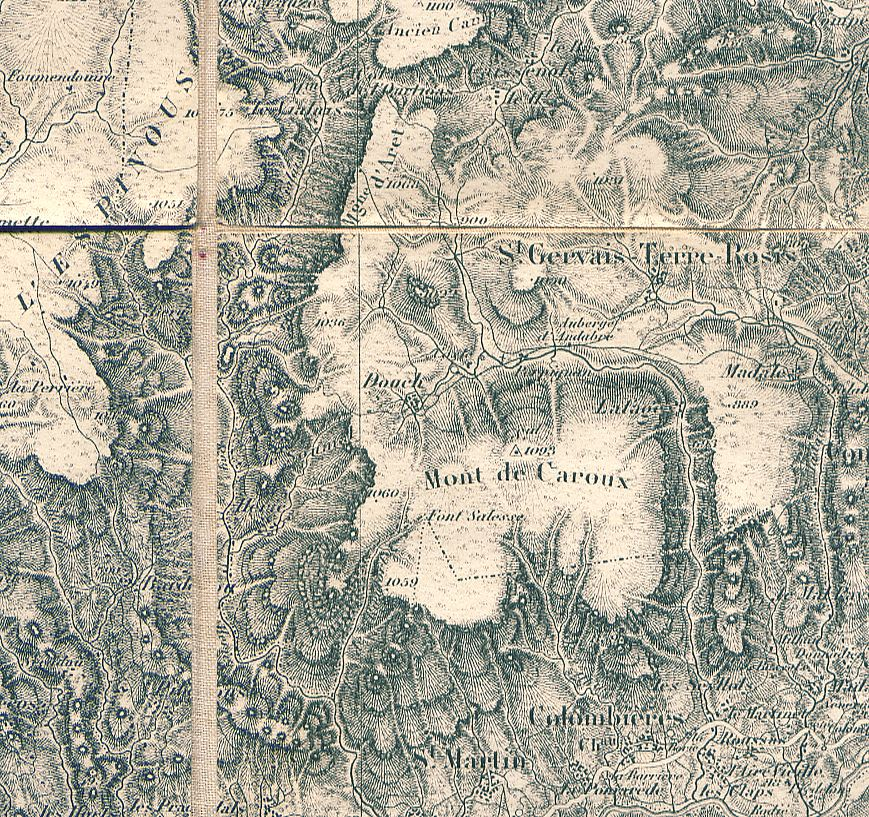
Extrait de la carte d'état-major de 1866 - En région montagneuse, le relief est représenté par des hachures orientées selon les lignes de plus grande pente.

En 1815, la France retourne à ses limites traditionnelles et le Dépôt de la Guerre, réduit à l’inaction, réactive un projet de carte de France. Une Commission royale, présidée par l'astronome Laplace, est créée en 1817 et est chargée d’examiner le projet d’une nouvelle carte topographique répondant aux besoins des services publics et de l’armée. Elle doit être également combinée aux opérations cadastrales. Mais au cours de la période 1821-1827 la valeur géométrique des plans cadastraux est souvent de très mauvaise qualité. Un accord intervient entre le service du cadastre et le dépôt de la guerre pour rapprocher cadastre et carte topographique. Le dépôt de la guerre doit assurer la triangulation de premier et deuxième ordre, le cadastre celle de troisième ordre. Mais cette organisation ne pourra pas dépasser le stade du papier, faute de moyens financiers, humains et matériels. Le règlement du 15 mars 1827 sur les opérations cadastrales marque un progrès notable en imposant une véritable triangulation faite au théodolite et en prescrivant une obligation d’étalonnage des appareils de mesure. La qualité géométrique des plans réalisés à partir de 1828 s’améliore de fait. En 1850, la plupart des plans napoléoniens ont été levés et publiés à l’exception de ceux de la Savoie (1875), du comté de Nice (1878) et de la Corse (1880).

#### Age d’or de la cartographie statistique (1826-1870)

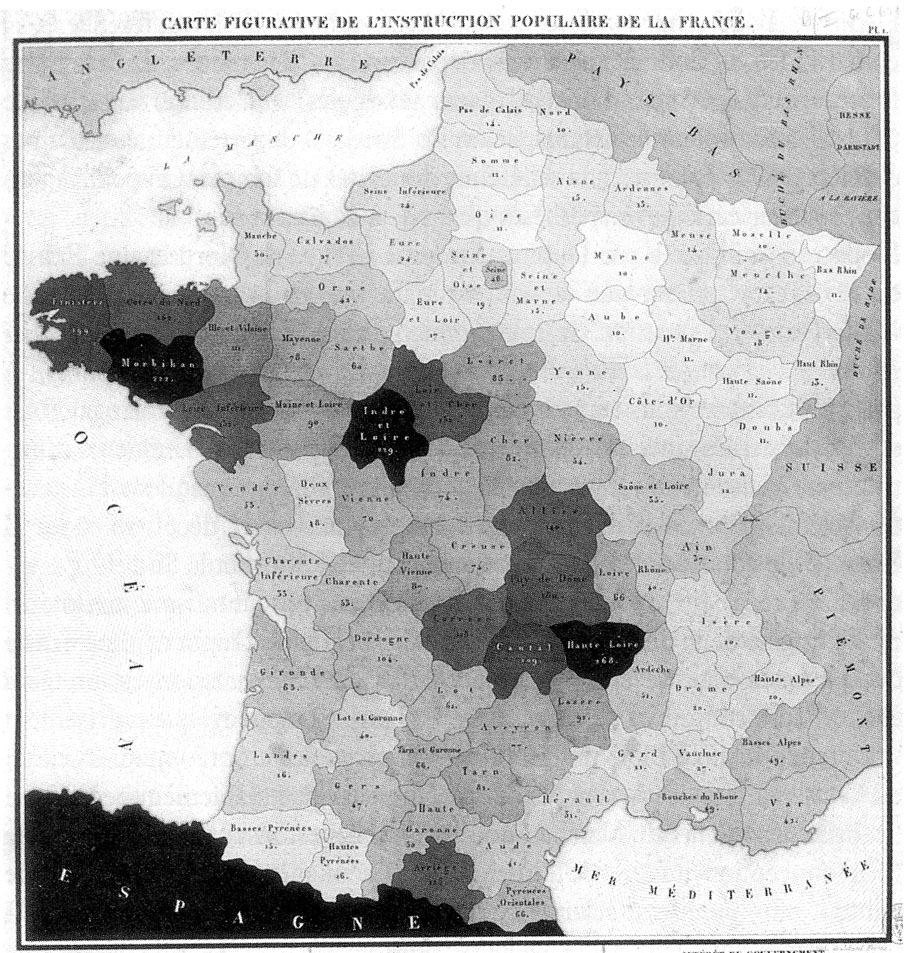
La Carte figurative de l'instruction populaire de la France, publiée par Charles Dupin en 1826 et inspirée par les travaux de Georg Hassel et August Friedrich Wilhelm Crome est la première carte choroplèthe de l'histoire,.

Arthur H. Robinson, cartographe et géographe américain, déclare en 1950 que « La période 1835-1855 pourrait bien être qualifiée d "'âge d'or" du développement de la cartographie géographique. Au cours de cette vingtaine d'années, presque toutes les méthodes connues à présent pour représenter la population, les quantités, les distributions, densités et flux, semblent avoir été inventées. ». Mais eu égard à l'invention des cartes teintées du français Charles Dupin, Gilles Palsky pense en 1996 qu'on pourrait cependant faire débuter cet âge d'or en 1825-1826.
La première carte statistique moderne est en effet conçue vers 1826 par un préfet, le baron Charles Dupin, qui réalise une Carte figurative de l'instruction populaire de la France, sur laquelle une échelle des valeurs du blanc au noir, les teintes étant uniformes et d'autant plus foncées que les familles envoient moins d'enfants à l'école. La méthode de dégradation de teinte adoptée par Dupin est connue jusqu'à la fin du XIXe siècle sous le nom de « système Dupin ». Elle sera reprise dans de nombreuses publications statistiques en France et ailleurs en Europe pour illustrer des phénomènes économiques et sociaux. La carte fait ressortir une opposition entre la France du Nord et la France du Sud, un aspect qui avait déjà été noté trois ans auparavant, en 1823, par le géographe Conrad Malte-Brun, à l'occasion de ses commentaires sur l'Essai statistique sur le Royaume de Portugal et d'Algarve, du géographe vénitien Adriano Balbi. Malte-Brun remarque l'extrême inégalité avec laquelle l'instruction élémentaire est distribuée entre les provinces et découvre, pour la France, le contraste le plus surprenant entre le Nord et le Sud, ce qui fait qualifier la carte de Dupin de « carte de la France obscure et de la France éclairée ».

Carte Philosophique figurant la Population de la France

Peu de temps après Dupin, Armand Joseph Frère de Montizon conçoit une seconde méthode de cartographie statistique dans une carte publiée en 1830 où il représente la distribution de la population en valeur absolue, avec sa Carte philosophique figurant la population de la France Dans le cadre des départements, la population est exprimée par un nombre de points proportionnel au nombre d'habitants, dans un rapport de 1 pour 10 000. Cette carte par points, la première du genre, est toutefois assez peu efficace visuellement. Ainsi, la concentration parisienne n'apparaît presque pas. Le procédé de la carte par points est en fait difficile à maîtriser. L'image offerte par Frère de Montizon est plutôt uniforme, car les points sont trop petits et le dessin irrégulier. Enfin au niveau départemental, les contrastes sont amortis. La « Carte philosophique »... n'en est pas moins un monument historico-cartographique, révélateur de la curiosité nouvelle pour la statistique démographique.
À partir de 1830, les principales innovations en matière de cartographie statistique sont le fait d'ingénieurs, qui s'intéressent en précurseurs aux données démographiques et économiques en les envisageant d'une manière dynamique et corrélative, comme autant de paramètres à contrôler pour la mise en place du réseau. Le premier à produire des procédés graphiques nouveaux est le britannique en:Henry Drury Harness, qui, en 1837, dessine une série de cartes très originales, sur la distribution et la circulation des marchandises et des passagers, utilisant un système des cercles proportionnels aux populations urbaines et des flux proportionnels pour les autres.
Le Français Charles Joseph Minard, ingénieur des Ponts et Chaussées, imagine d'abord en 1844 et 1845 des diagrammes de la circulation des voyageurs et des marchandises, en plaçant en abscisse la voie de communication, et en ordonnée les quantités transportées. Il passe à la cartographie en 1845 en représentant, autour des axes routiers, une bande d'épaisseur proportionnelle au trafic : un millimètre pour mille voyageurs transportes en une année. II distingue en gris et noir les parcours partiels du parcours total (entre les points extrêmes du réseau). Diverses cartes suivent entre 1845 et 1871 avec des procédés différents, reprenant en particulier les cercles proportionnels de Harness,.

Cartes de Charles-Joseph Minard
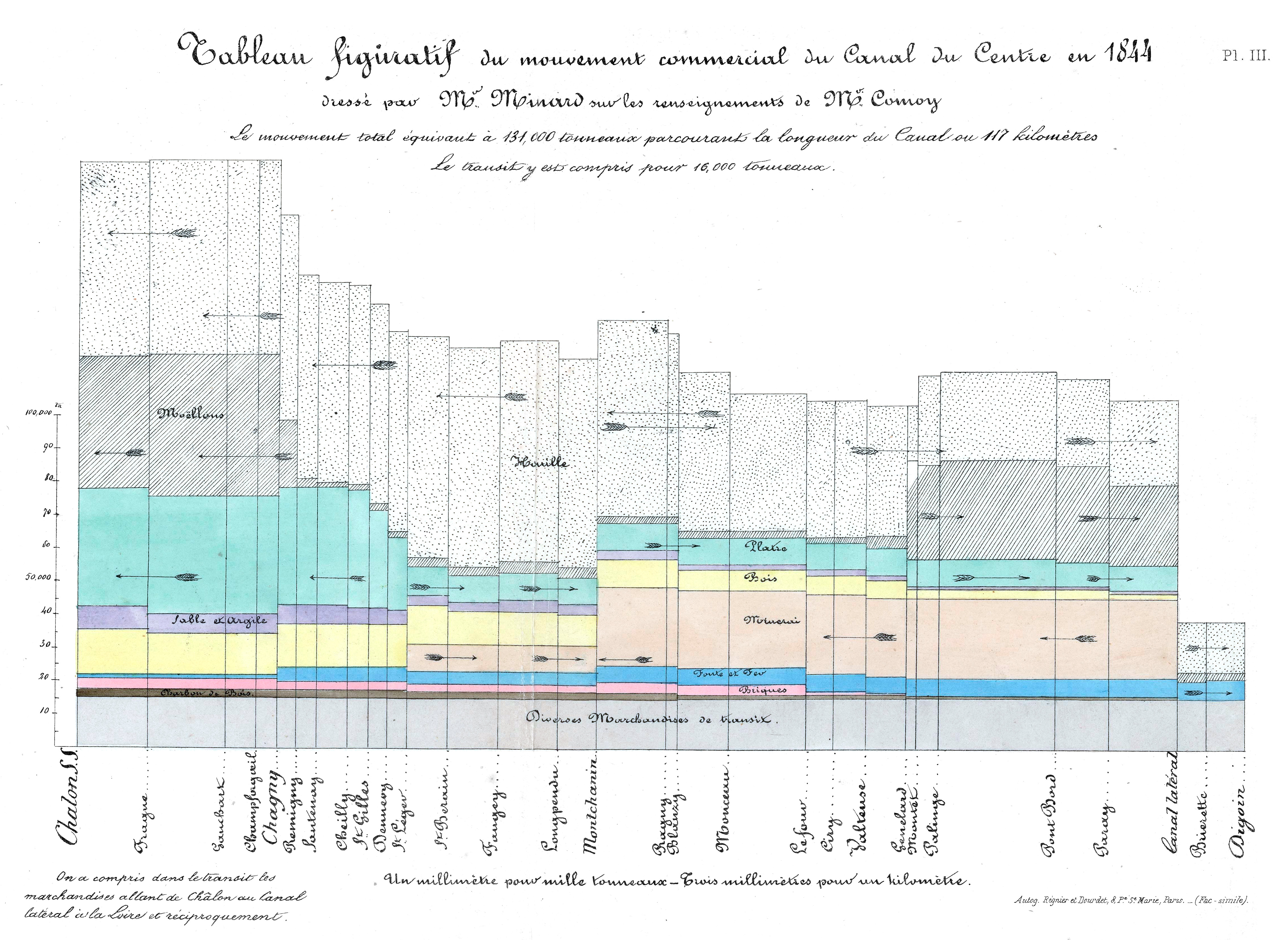
Tableau figuratif du mouvement commercial du Canal du Centre en 1844[73].
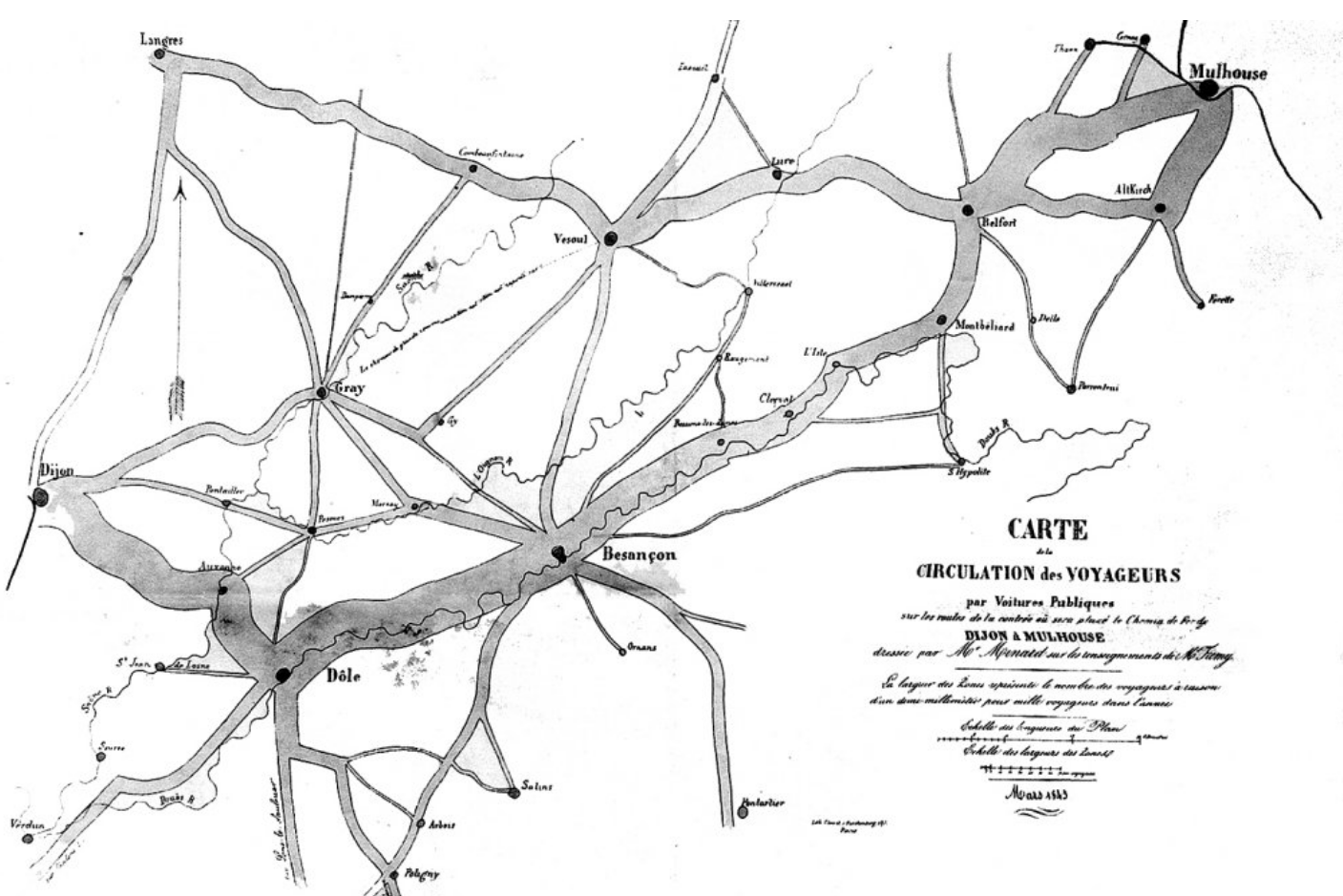
Carte des flux routiers (1845).
Carte utilisant des diagrammes circulaires (1858).
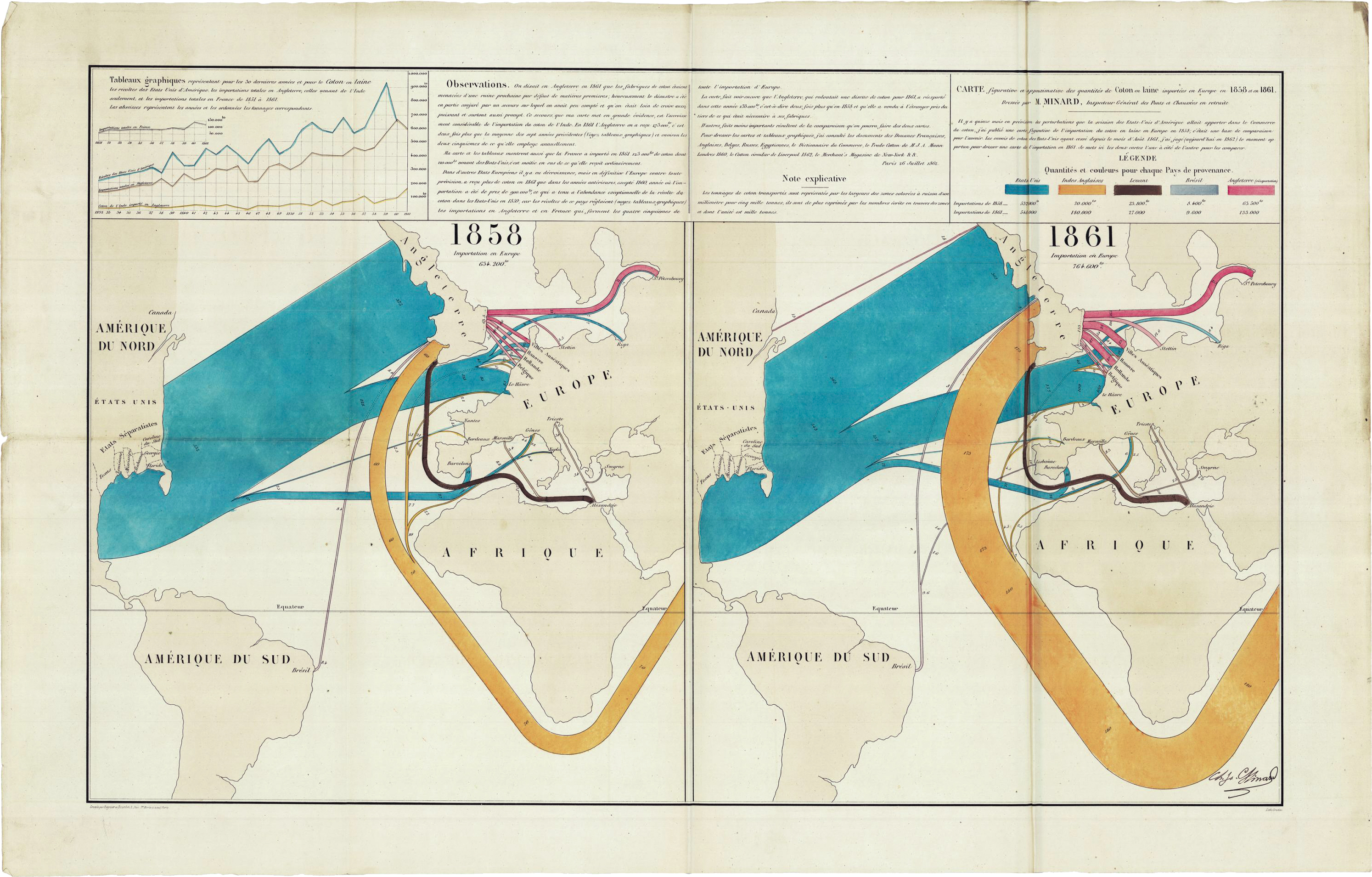
Carte figurative et approximative des quantités de coton en Europe en 1858 et 1862.

#### Carte au 1/50 000een courbes de niveau (1880, abandon en 1883)
Le relief est représenté dans les cartes topographiques pendant tout le XIXe siècle et même au-delà par des lignes de plus grande pente, apparaissant sous forme de hachures sur la carte. La représentation par des lignes d'égale altitude ou courbes de niveau, plus abstraite mais aussi plus rapide à graver, a été progressivement adoptée, surtout par les états étrangers, notamment en Europe centrale, mais plus tardivement en France. Dès le Premier Empire cette technique est utilisée pour des levés spécifiques de places fortes, île de Porquerolles notamment.
Alors qu’en Belgique, à partir de 1866 est publiée une carte en courbes de niveau au 1/40 000e issue de levés au 1/20 000e et en Suisse, la « Carte topographique de la Suisse » ou « carte Dufour » est publiée à partir de 1872, en France, un projet de carte en courbes de niveau sur la base des levés au 1/50 000e est adopté en 1880 après la présentation d’une première feuille de Commercy correspondant à un quart de la feuille Commercy au 1/80 000e. Mais le projet est abandonné par le Dépôt de la Guerre en 1883. En deux ans seulement de production effective, le Dépôt de la guerre est parvenu à graver les zincs de 62 feuilles, couvrant la Lorraine et le nord de la Franche-Comté.
Alors que les tirages agrandis au 1/50 000e la carte d'état-major du type 1889, produits à bas coûts et vendus à bas prix, avec un relief en hachures, obtient un franc succès public en France, le Dépôt de la guerre poursuit des expérimentations du même ordre que le type 1880, comme une carte des environs de Paris  publiée au 1/20 000e en 36 feuilles. Mais la couverture du territoire est limitée et en 1913, les officiers estiment qu'à ce rythme, il faudrait 200 ans pour couvrir tout le territoire. Et de fait il faudra attendre les années 1970 pour avoir une couverture complète du territoire en lignes de niveau.

#### Atlas général de Vidal de Lablache (1894)
Paul Vidal de la Blache, géographe français, est maître de conférences puis sous-directeur de l'École Normale Supérieure de la rue d’Ulm (1877-1898), professeur à la Sorbonne (1898-1909), maître direct de nombreux historiens (Lucien Febvre, etc.) et géographes normaliens (Marcel Dubois, Lucien Gallois, Emmanuel de Martonne, Albert Demangeon, Raoul Blanchard, etc.). La géographie est surtout pour lui une question d’enseignement, ce dont témoigne la parution en 1885 de l'importante collection de cartes murales destinées aux élèves, complétées plus tard d’atlas qui sont toujours réédités aujourd’hui. Il fonde avec Marcel Dubois en 1891 la revue des Annales de géographie puis publie en 1894 l'Atlas général Vidal-Lablache, comportant une soixantaine de planches, ce qui le fait accéder à la notoriété. On y trouve sur une même page des cartes commentées à différentes échelles et sur différents thèmes,,.

Cartes de Vidal de Lablache
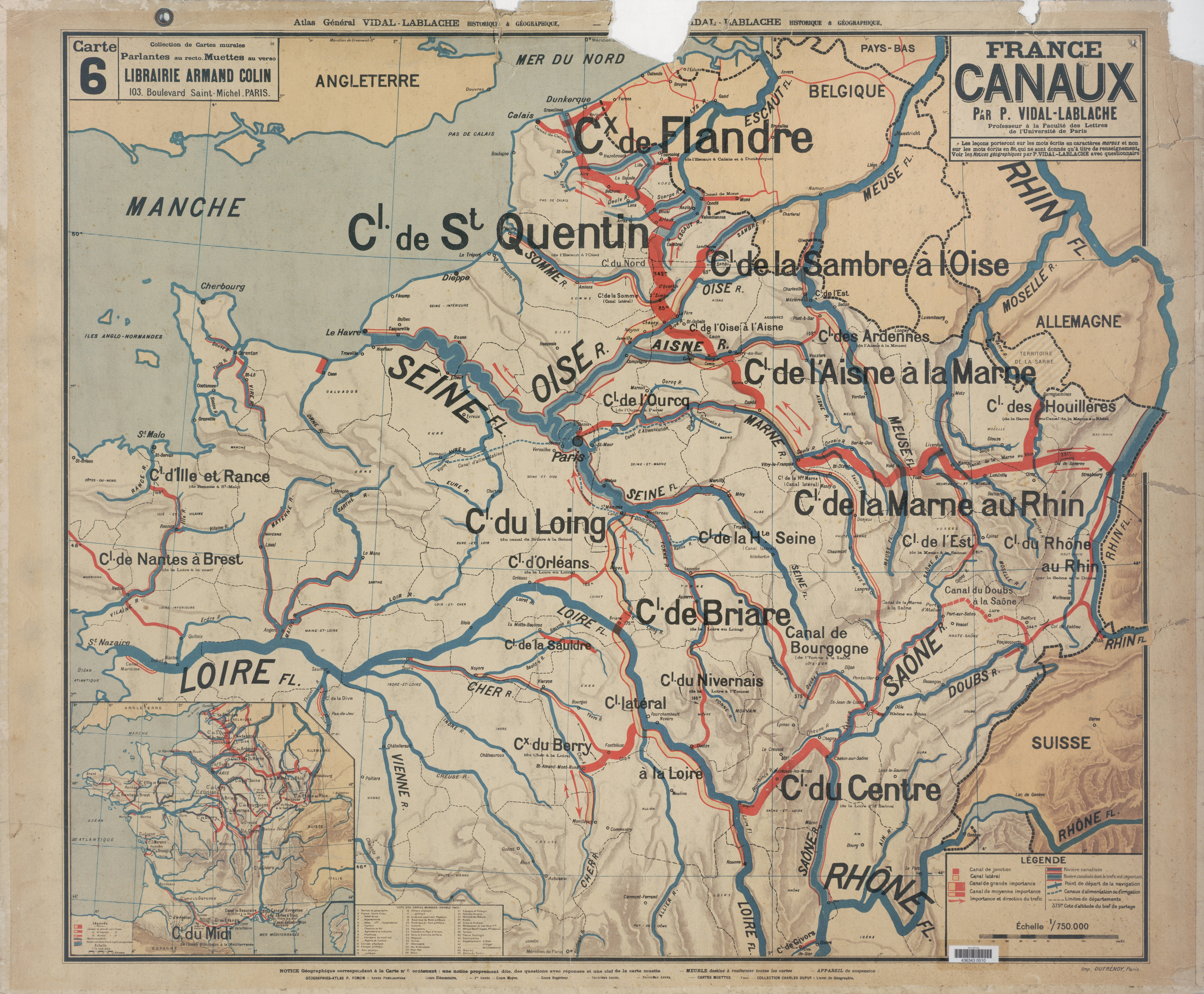
Planche scolaire de Vidal-Lablache : France. Canaux, Bibliothèque Numérique de l'Université d'Artois
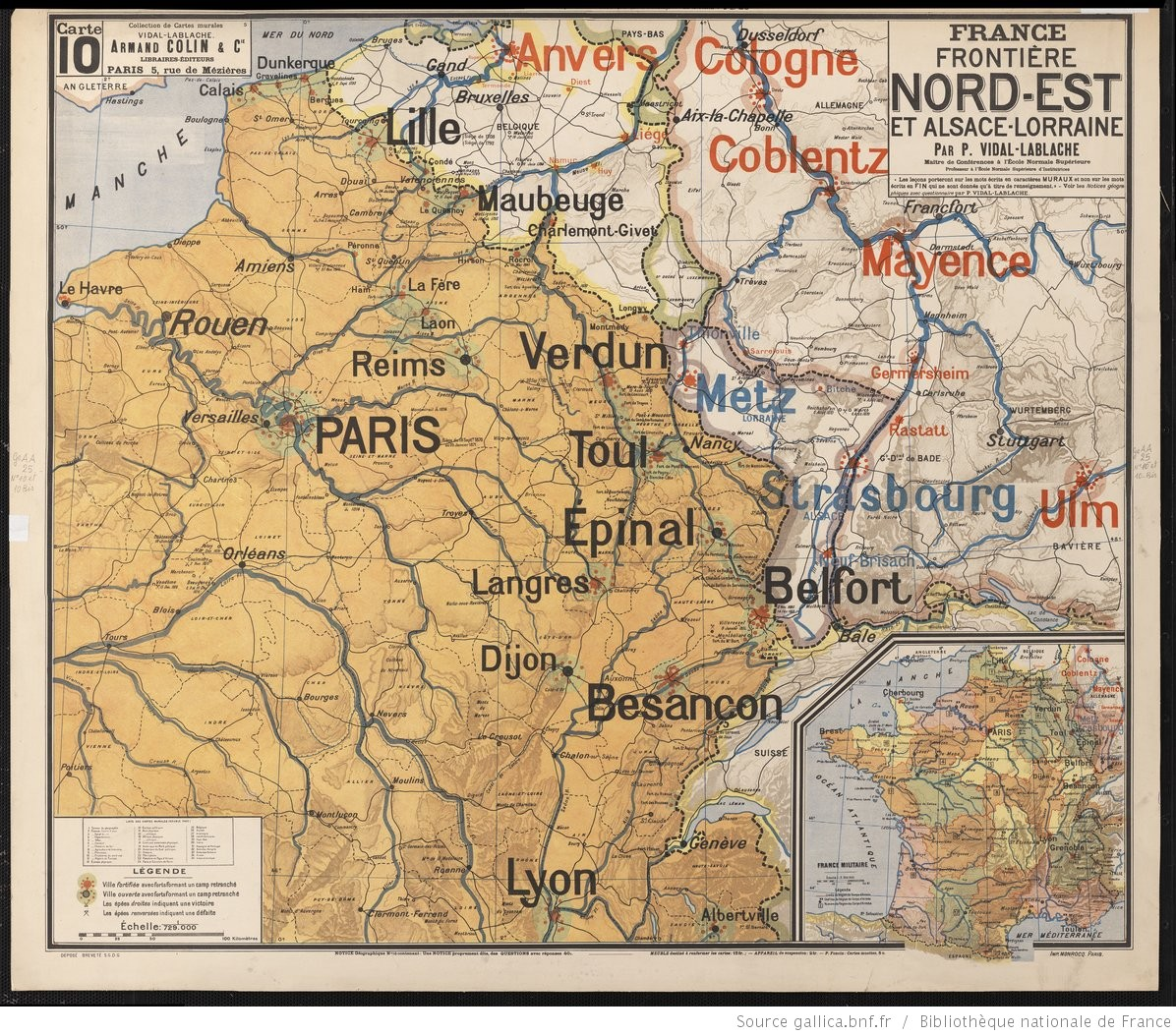
« France, frontière Nord-Est et Alsace-Lorraine » [carte militaire], par P. Vidal de La Blache, Armand Colin (Paris).
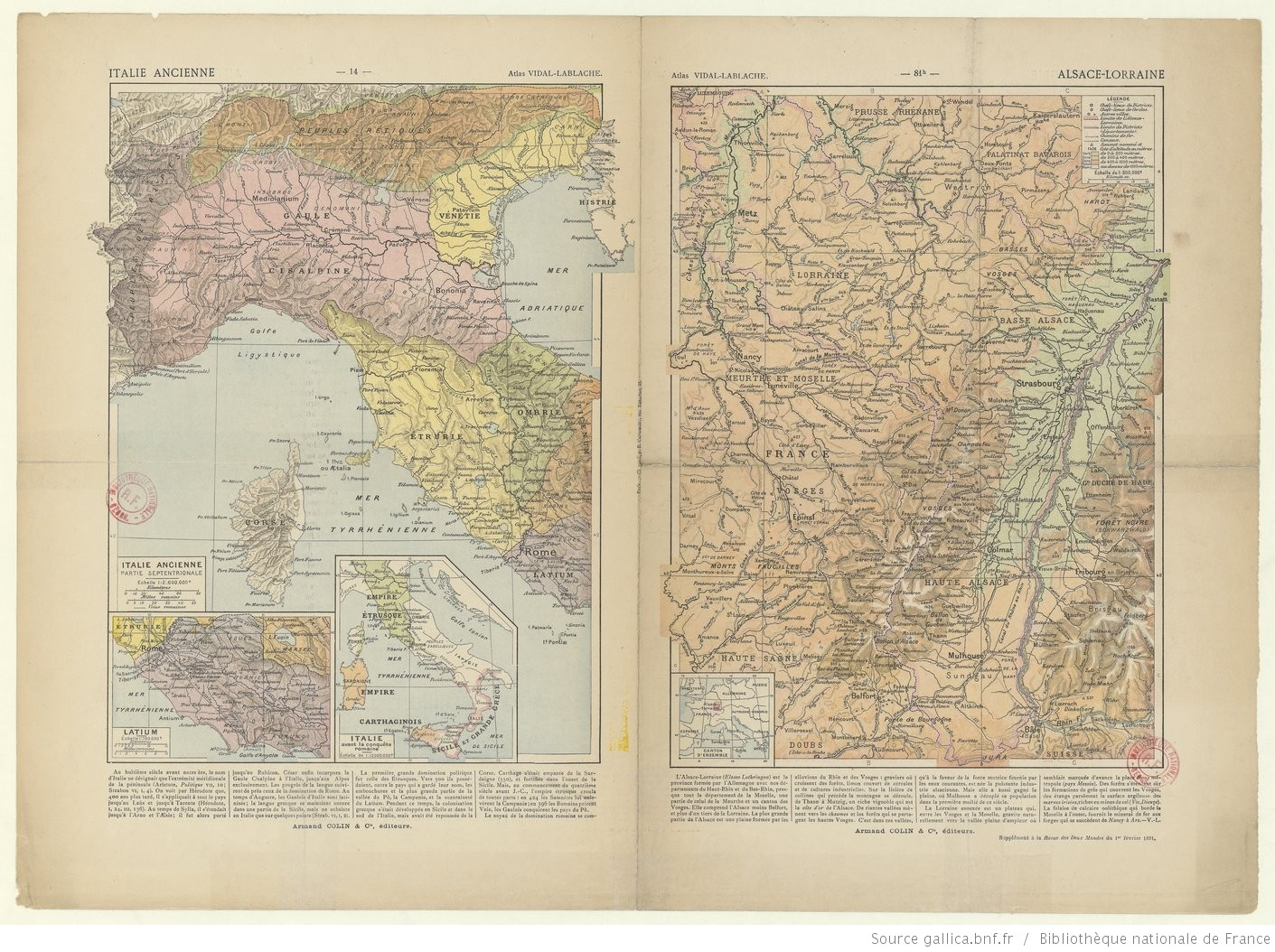
« Autriche-Hongrie. Italie ancienne » ; « Alsace-Lorraine », in: Atlas d'histoire et de géographie A. Colin (Paris), 1891.

### XXesiècle

#### Création de l'IGN (1940)
L'IGN est créé par décret le 26 juin 1940 (portant également sur la suppression du service géographique de l'armée), signé par le président de la République Albert Lebrun et le président du conseil Philippe Pétain. Le fonds de cartes anciennes est alors divisé en deux lots : un qui reste à l'Institut et l'autre qui rejoint les archives militaires de Vincennes. Le général Louis Hurault, qui fut à l'origine de ces modifications, est le premier directeur de l'IGN. Il en négocie les statuts et tente, en vain, de récupérer le matériel saisi par les Allemands. Une loi de dix articles est signée le 14 septembre 1940 afin de définir les fonctions de l'IGN. Les statuts sont signés le 8 avril 1941. Ils mettent notamment en place l'École nationale des sciences géographiques afin de former des ingénieurs cartographes.

#### Remaniements du cadastre (1930-1974)
Le principal défaut du cadastre napoléonien était son absence de mise à jour. En effet le plan rédigé lors de l’établissement du cadastre de la commune était réputé immuable et ne comportait pas les modifications engendrées par l'évolution du parcellaire et du bâti. Une commission extraparlementaire du cadastre, instituée en 1891, rend des conclusions sur la nécessité d'une réfection intégrale du cadastre. Une réforme partielle commença avec la loi de 1898 qui instaura notamment une répartition plus équitable des dépenses de réfection ou de révision entre l'État et les collectivités locales. Une nouvelle évaluation des propriétés non bâties aboutit en 1908-1912 à la refonte des matrices, puis une nouvelle loi impose en 1914 une révision des évaluations cadastrales. Mais devant l'immensité de la tâche une opération de rénovation générale est jugée nécessaire. La loi du 16 avril 1930 prescrit alors une révision exceptionnelle des évaluations foncières et pose le principe d’une rénovation générale du cadastre.
La loi du 18 juillet 1974 institue le remaniement du cadastre, qui regroupe l’ensemble des opérations de rénovation du plan cadastral présentant des insuffisances qui ne permettent plus d'en assurer la conservation annuelle de manière satisfaisante. Cette procédure perdure encore aujourd'hui. Elle est réalisée, soit à la demande d'une commune, soit à l'initiative des Services du Cadastre. Elle peut toucher l'ensemble d'une commune, ou certaines parties de son territoire, en fonction de la qualité du plan et des difficultés de gestion actuelles, causées par les multiples évolutions du parcellaire (densification urbaine, divisions successives…). Les opérations topographiques sont précisées ultérieurement en 2003 en vue de la confection d'un plan numérique répondant à certaines spécifications. Le système géodésique retenu est alors le Réseau géodésique français 1993 (RGF93) associé au système de projection des coniques conformes 9 zones (CC 9 Zones). Il peut être fait exception à ce principe en utilisant le système de projection Lambert 93.

#### Essor de la géomatique dès les années 1970
Nés à la fin des années 1960 au Canada, avec en particulier les deux premières conférences abordant explicitement le thème de la gestion des données géographiques en 1970, puis en 1972, qui se déroulent à Ottawa, les Systèmes d'Information Géographique (SIG) n'apparaissent en France que dans les années 1980 avec en particulier les sociétés JSInfo en 1973, APIC en 1983 puis Géoconcept en 1990.
Face au développement des outils, les bases de données se multiplient. Dans ce cadre, la Direction des Impôts entreprend la numérisation du Plan cadastral à la fin des années 1980. Avant 1995, les numérisations sont réalisées sur la base de cahiers des charges locaux, négociés entre partenaires. À partir de 1955, des conventions sont établies dans le respect de la norme EDIGEO, avec des adaptations mineures, à la demande de la Direction Générale des Impôts (DGI devenue DGFiP en 2008), pour permettre l'intégration des plans numérisés dans les applicatifs de gestion des partenaires. Mais le plan cadastral informatisé souffre d'un handicap majeur : le géoréférencement et la continuité géographique n’avaient pas été prévus dans sa conception initiale, ce qui ne va pas contribuer à permettre d'établir une superficie des communes plus précise.

#### Atlas historique des villes de France (1982 à ce jour)

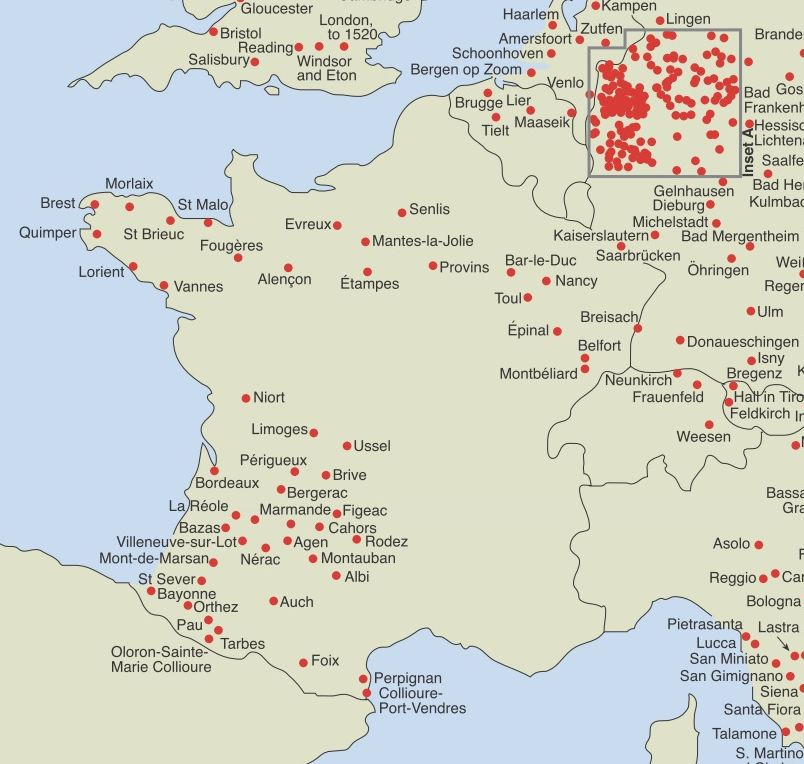
Villes décrites par un atlas historique (2016)

Aux lendemains de la Seconde Guerre mondiale apparaît le besoin de garder ou de recouvrer la trace des anciens paysages urbains désormais en ruines et voués à être profondément transformés par la reconstruction. Dans ce cadre est créée à Rome en 1955 la Commission internationale pour l’histoire des villes (en) (CIHV). Trois objectifs sont définis : d’abord, (1) la publication sous le nom d’Elenchus de la liste de sources pour l’histoire médiévale des villes de chaque pays, puis (2) celle de bibliographies d’histoire urbaine sur une base nationale et, enfin, (3) la réalisation d’atlas historiques des villes des différents pays européens.
Le premier atlas historique de ville est publié en 1969 par le British Committee of Historic Towns et s’intitule Historic Towns of the British Isles. Il est suivi en 1972 par le Rheinischer städteatlas de l'école allemande puis en 1973 par le Deutscher Städteatlas.
En France, le projet est lancé en 1973 par Philippe Wolff et Charles Higounet, respectivement professeurs à l’université de Toulouse et de Bordeaux. Mais des difficultés financières et techniques retardent sa mise en œuvre. Ainsi si le recours à la méthode cartographique anglaise semble acquis, la spécificité de la source cadastrale napoléonienne, la fabrication d’une légende avec l'adoption de couleurs parlantes à la sensibilité nationale, le choix des modes de représentation mettent un certain temps à être stabilisés de sorte que le premier atlas ne paraît qu’en 1982 grâce à la persévérance de Jean Bernard Marquette (1934-2020) successeur de Charles Higounet qui fait paraître pas moins de 48 atlas de 1982 à 2007.
La série présente la topographie historique des villes, c’est-à-dire la matérialité de l'urbain, et l’histoire économique, politique ou sociale, depuis l’origine de la ville jusqu'au XIXe ou XXe siècle. La plupart des volumes se présentent sous la forme d’une grande carte sur laquelle figure, sur un fond de plan du cadastre du XIXe siècle, les éléments de la topographie historique selon une légende normalisée et commune à l’ensemble des notices de la collection. Accompagnant la ou les cartes, un fascicule, autrement appelé « notice générale », fournit en quelques pages (généralement de trois à six) les principales informations sur certains aspects de la ville. les atlas sont édités par le CNRS jusqu'en 1996, puis par les éditions Ausonius.
Seuls les trois derniers volumes de la collection jusqu’en 2013 s’écartent de ce modèle dans la mesure où la notice prend la forme d’un véritable ouvrage (Oloron-Sainte-Marie et Orthez), voire de plusieurs dans le cas exceptionnel de Bordeaux (840 p). Les derniers ouvrages publiés sont : Agen (2017), Pau (2017), Mont-de-Marsan (2018), Périgueux (2018), Bayonne (2019), portant le nombre de fascicules à 54,.

### XXIesiècle

#### Déferlante du numérique
Avec l'essor prodigieux d'Internet et la mise à disposition du grand public d'outils informatiques toujours plus puissants sans augmentation des prix apparait une déferlante d'outils et de nouveaux concepts numériques qui révolutionnent la cartographie : les globes virtuels, le Web 2.0 (interactif, collectif), le Géoweb, Google Maps, les médias sociaux (Facebook, Twitter, etc.), la géolocalisation, l’open data, etc.

#### Vers une représentation parcellaire cadastrale unique (RPCU)
L'IGN engage en 2001 la réalisation de la BD Parcellaire composante du « Référentiel à Grande Echelle », un référentiel de données géographiquement cohérentes initiées par l’État. C'est un produit numérique défini et diffusé par l'IGN, comprenant les informations de la couche parcellaire du RGE. Les données cadastrales proviennent du plan cadastral informatisé en mode vecteur (PCI Vecteur) ou du plan cadastral informatisé par scannage (PCI Image) puis recalées pour permettre d’obtenir un fonds continu aux échelles administratives choisies (communales, départementales, etc.). La superposition des deux produits numériques du cadastre (celui de la DGFiP et celui de l'IGN) met en évidence des différences importantes de tracés, accentuant le doute sur les valeurs de superficie à retenir pour les communes et qui restent immuablement dans les données attributaires des produits de l'IGN : celles communiquées par la DGI et établies sur les bases de 1975.
Prévue pour être achevée en 2007, la BD Parcellaire est très loin d'être terminée à cette échéance. Le programme 2008-2011 de l’IGN prévoit d’achever la vectorisation de cette BD parcellaire et la mise en œuvre de la convergence entre le plan cadastral informatisé (PCI) de la DGI et la base de données parcellaire de l’IGN afin de pallier ces problèmes de non superposition. Pourtant, en 2011 le cadastre n’est pas encore numérisé partout. Début 2011, seules 139 des 319 communes du Lot-et-Garonne sont vectorisées. Le programme de vectorisation du département dure jusqu’en 2014. En 2015, l’IGN et la DGFiP commencent enfin la production de la représentation parcellaire cadastrale unique (RPCU), un produit qui devrait supprimer à terme les deux produits numériques actuels. Depuis août 2018 la communication du nouveau plan préalablement à son entrée en vigueur s'effectue sur le site rpcu.cadastre.gouv.fr.

## Technique cartographique

### Systèmes de projection
Une carte étant plane et le globe terrestre présentant la forme d’un ellipsoïde, toute représentation du globe terrestre doit passer par un système de projection, qui doit s’entendre comme une transformation mathématique faisant correspondre des points du globe et des points du plan. Il existe trois principaux types de projections : cylindrique (exemple : Mercator), conique et azimutale.
Le type de la représentation est caractérisé par les propriétés de l'image d'un cercle de la sphère. Il existe deux types de représentation :
- conforme : l'image d'un cercle reste un cercle et les angles sont conservés.
- équivalente : la surface d'un cercle est représentée par une ellipse de même aire et les surfaces sont conservées.

#### Projections de la directive européenne INSPIRE

Lambert 93 et WGS 84, en vigueur en France métropolitaine.

En Europe, la directive européenne INSPIRE préconise :
- pour les échelles inférieures à 1/500 000, l'utilisation de la projection ETRS89-LAEA (Lambert Azimutal Equal Area), projection azimutale ;
- pour les échelles supérieures à 1/500 000, l'utilisation de la projection ETRS89-LCC (Lambert Conformal Conic), projection conique conforme. Cette projection (EPSG 3034) présente un méridien central et deux parallèles automécoïques[N 6].

L'ellipsoïde global utilisé est l’ellipsoïde 1AG-GRS80, associé au référentiel géodésique ETRS89.

#### Projection Lambert 93
La projection Lambert 93 (EPSG: 2154, IGNF : LAMB93) est la projection réglementaire qui s'applique à toutes les cartes de France métropolitaine depuis le 26 décembre 2000. Elle est associée au référentiel RGF93, sous-ensemble du système européen EUREF et compatible avec le WSG84 utilisé par le système GPS de positionnement par satellite.

#### Projection Lambert Coniques Conformes (CC 9 zones)
Pour pallier les altérations linéaires de la projection Lambert 93, le décret 2006-272 a entériné la création de neuf projections coniques conformes sécantes, couvrant neuf zones du nord au sud de la France, La projection Coniques Conformes 9 zones est également associée au système RGF93, son méridien de référence est le 3°E de Greenwich. Son utilisation ne se justifie pas si la précision des plans est inférieure à l'altération linéaire de la projection Lambert 93, ou si des données numériques sont utilisées. Dans ce cas l'altération linéaire peut être corrigée simplement.
Les neuf zones se succèdent du Sud au Nord de la France. Chaque zone est centrée sur un parallèle, du 42e au 50e degré de latitude Nord, avec une emprise de 1 degré de latitude de part et d'autre de ce parallèle. Le recouvrement entre deux zones consécutives est ainsi de 50 %.

### Réseau géodésique français
En cartographie, un système de coordonnées est un référentiel dans lequel on peut représenter des éléments dans l'espace. Ce système permet de se situer sur l'ensemble du globe terrestre grâce à un couple de coordonnées géographiques. Jusqu'à la fin des années 1990, les systèmes techniques de positionnement étaient fondés sur les principes locaux (comme la triangulation) et donc dans chaque région un système de coordonnées spécifique a été défini, s’appuyant sur un réseau géodésique de bornes.
La possibilité de définir des systèmes globaux pour l'ensemble de la Terre est apparue avec les satellites notamment avec la mise en œuvre du système GPS. Un système de coordonnées mondial implique d'estimer des vitesses de déplacement pour les points (de l'ordre de quelques centimètres par an) en raison de la dérive des continents.   C'est le cas de l'International Terrestrial Reference System. Pour simplifier les applications opérationnelles, ont été créés des référentiels co-mobiles avec des plaques tectoniques (les vitesses des points sont alors très faibles voire presque nulles). C'est le cas en Europe avec l'ETRS89.
En France, trois principales étapes caractérisent le cheminement qui a abouti au réseau géodésique actuel, le RGF93. La première triangulation complète de la France est finalisée en 1789 par Jacques Dominique Cassini. Elle est suivie de la Nouvelle triangulation de la France (NTF), système géodésique qui couvre le France métropolitaine dont les travaux s’étalent entre 1873 et 1991. Le réseau principal comporte : 800 points de 1er ordre espacés d'environ 30 km, 5 000 points de 2e ordre espacés d’environ 10 km et 60 000 points de 3e et 4e ordre espacés d’environ 3 km. Les bornes géodésiques NTF sont des blocs de granit dont la face supérieure, gravée d'une croix, émerge du sol et a la forme d’un cube d’environ 15 centimètres de côté. La précision relative moyenne est de l'ordre de 10-5, au mieux, soit 1 cm par km. Cette précision est insuffisante comparée à la précision des techniques modernes, positionnement satellitaire par GPS en particulier, dont la précision relative est de 10-6 et même de 10-7 ou 10-8.La NTF est ainsi remplacée à partir de 2001 par le réseau RGF93.
Le Réseau géodésique français (RGF) est un repère de référence tridimensionnel géocentrique, lié au système de référence mondial ITRS, associé à l'ellipsoïde IAG GRS 1980 et ayant pour méridien origine le méridien international (ou méridien de Greenwich). Il est organisé en trois niveaux principaux, :
- le Réseau de référence français (RRF), qui comprend 23 sites ;
- le Réseau de base français (RBF), avec 1 009 sites ;
- le Réseau de détail français (RDF), avec 80 000 sites.

Du fait de sa géographie et de l'éclatement de ses territoires, répartis sur différentes latitudes et longitudes, la France dispose de différents systèmes de coordonnées et de projection.
| Zone                     | Code    | nom                                           | EPSG (voir EPSG)                                  | Remarques |
| ------------------------ | ------- | --------------------------------------------- | ------------------------------------------------- | --- |
| France métropolitaine    | RGF93   | Réseau géodésique français 1993               | 6171 (système géocentrique), 4965 (3D), 4171 (2D) | Système français légal, identique à l'ETRS89 au 1/1/1993. La projection Lambert93 (projection officielle pour les cartes de France métropolitaine depuis le décret 2000-1276 du 26 décembre 2000) est la projection liée au système géodésique RGF93. Ce système est compatible avec le WGS 84 pour des précisions égales ou supérieures à 10 m (c'est-à-dire 15 m, etc.). |
| France métropolitaine    | WGS 84  | World Geodetic System 1984                    | 4979 (3D), 4326 (2D)                              | Système mondial très utilisé notamment avec le GPS. Souvent les données brutes mises à disposition par les fournisseurs sont sous ce système. |
| Guadeloupe, Martinique   | WGS 84  | World Geodetic System 1984                    | 4557 (3D), 4558 (2D)                              | Système légal (décret 2000-1276 du 26 décembre 2000). Ce WGS 84, aussi appelé RRAF91 (Réseau de référence des Antilles françaises), est issu d'un réseau de référence observé en 1991, lui-même appuyé sur des points observés en 1988 (campagne internationale TANGO88), époque où l'ITRS n'était qu'à l'état d'embryon. Sa précision est métrique.                       |
| Guyane                   | RGFG95  | Réseau géodésique français de Guyane          | 4967(3D),4624(2D), 4966 (géocentrique)            | Système légal (décret 2000-1276 du 26 décembre 2000). Raccordé à l'ITRS via ITRF93 époque 1995.0 |
| La Réunion               | RGR92   | Réseau géodésique de la Réunion               | 4971(3D), 4627(2D), 4970 (géocentrique)           | Système légal (décret 2000-1276 du 26 décembre 2000). Raccordé à l'ITRS via ITRF91 époque 1993.1 Compatible avec le WGS 84 pour des précisions égales ou supérieures à 10 m (c'est-à-dire 15 m etc.). |
| Mayotte                  | RGM04   | Réseau géodésique de Mayotte                  | 4468 (géocentrique), 4469 (3D), 4470 (2D)         | Système légal (décret 2000-1276 du 26 décembre 2000). Raccordé à l'ITRS via ITRF2000 |
| Saint-Pierre-et-Miquelon | RGSPM06 | Réseau géodésique de Saint-Pierre-et-Miquelon | 4463 (2D), 4465 (géocentrique), 4466 (3D)         | Saint-Pierre-et-Miquelon ne figure pas dans le décret 2000-1276 du 26 décembre 2000. Raccordé à l'ITRS via ITRF2000. |

### Systèmes altimétriques

#### Le Nivellement général de la France (NGF)
Fn 1884, Charles Lallemand est chargé d'un nouveau Nivellement général de la France (NGF) destiné à vérifier et compléter le réseau Bourdaloue, établi de 1857 à 1864 par Paul-Adrien Bourdalouë. Ce réseau, terminé en 1922, est utilisé jusqu'en 1969.
Assez rapidement, la précision d'un réseau de nivellement, de l’ordre du millimètre, n’est plus garantie. Des travaux d'aménagement, des affaissements de terrain, des variations d’ordre tectonique modifient le niveau du sol, faisant bouger ou disparaitre des repères. Par ailleurs, la référence de niveau du réseau NGF, à Marseille, est considérée comme fixe depuis 1897 alors que le niveau moyen de la Méditerranée a augmenté de plus de 10 cm,.

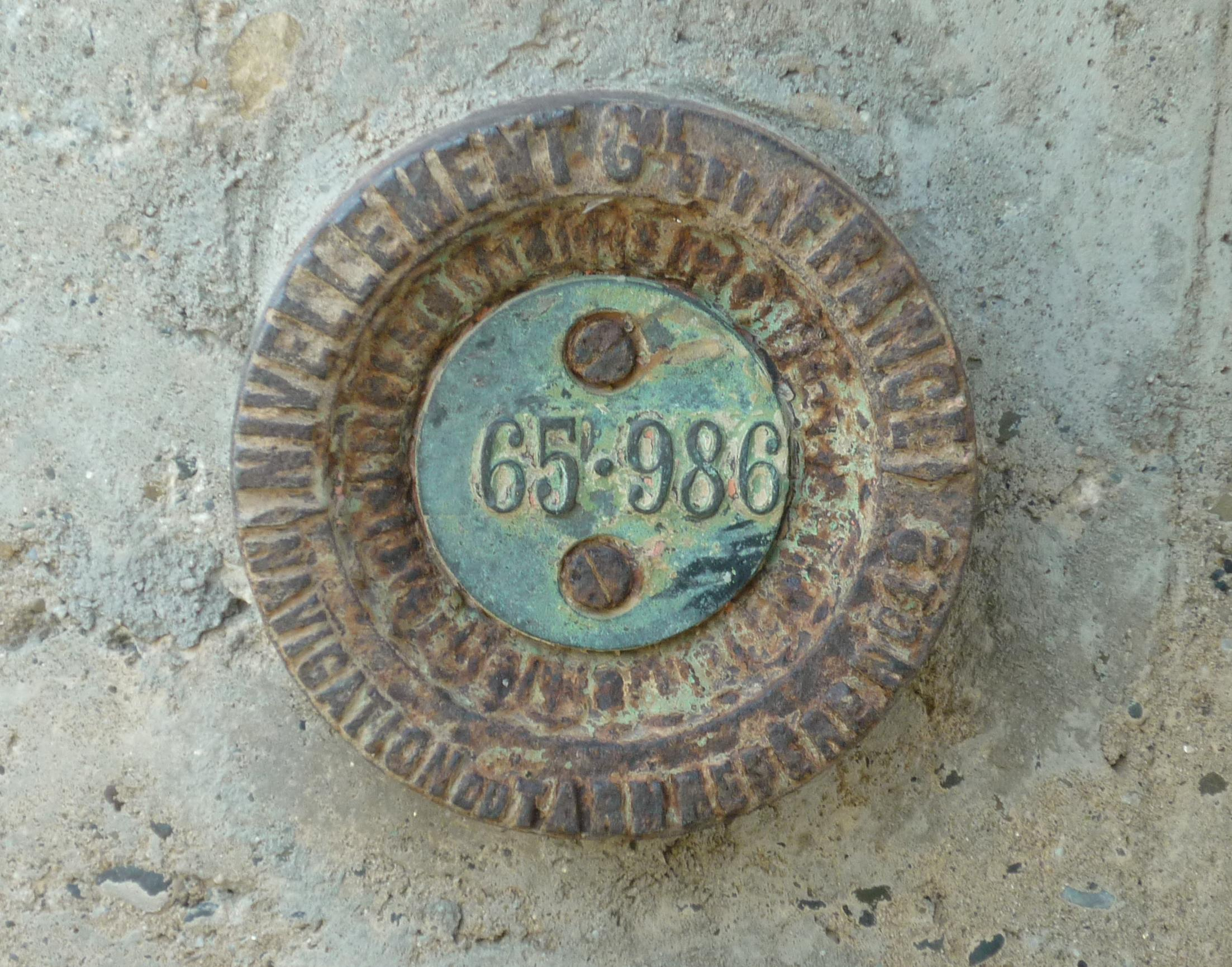
Repère du réseau Bourdalouë : il est désigné par un ensemble de lettres et chiffres appelés matricule.
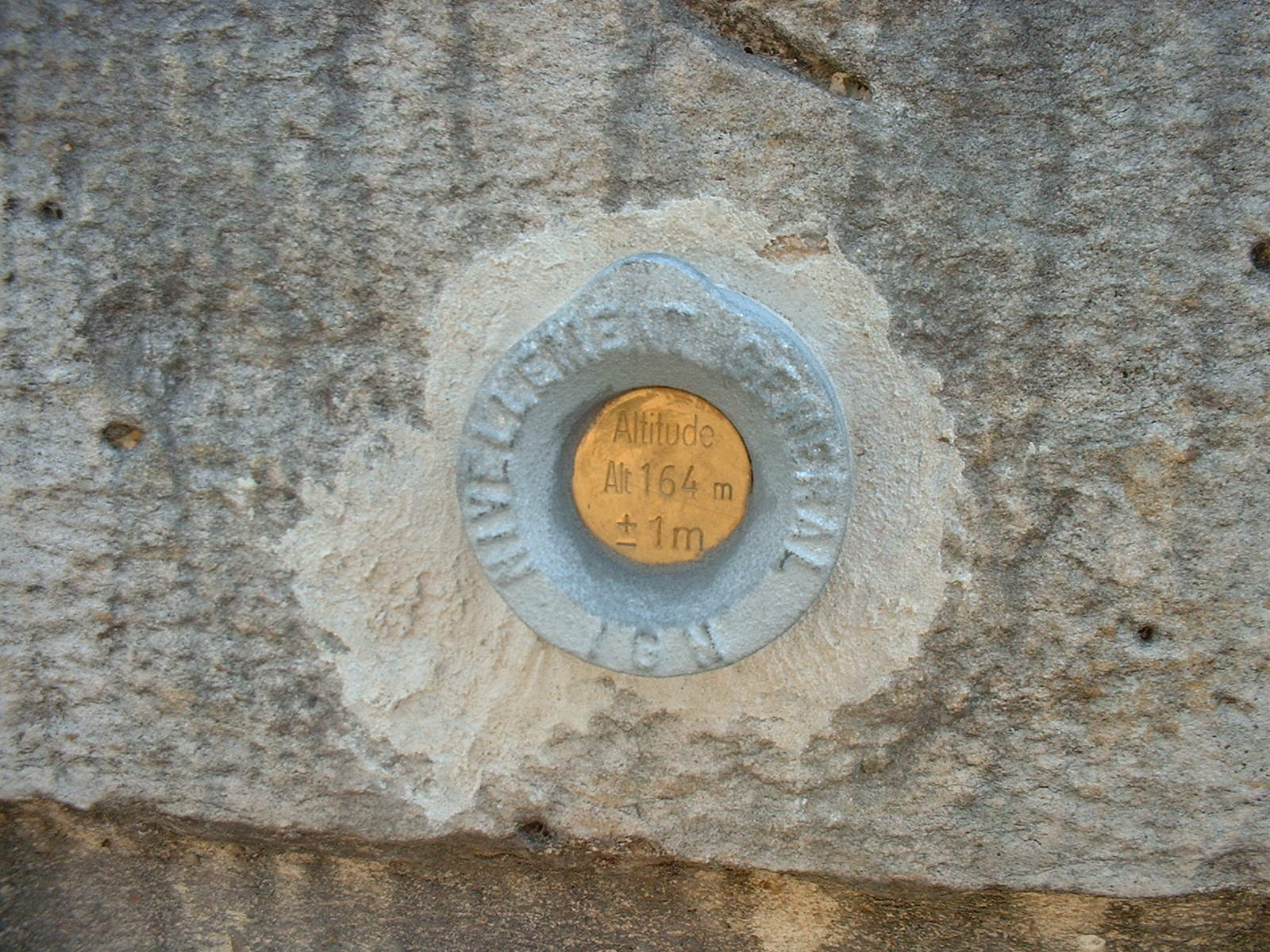
Un repère du réseau NGF. L'altitude indiquée sur la plaquette altitudinale au centre du médaillon est désormais arrondie au mètre.

#### Le nivellement de précision NPF IGN 69
Vers 1960, les ingénieurs généraux géographes Maillard et Levallois proposent de reprendre le réseau de nivellement. La réalisation est achevée en 1969 pour la France continentale, en 1978 pour la Corse. Le nouveau réseau est appelé Nivellement de précision de la France (NPF), et désigné par NPF IGN 69.
Le réseau comporte environ 500 000 repères. Les différences entre le réseau Lallemand (NGF) et IGN1969, qui progressent vers le Nord (les altitudes IGN69 sont supérieures à celles de Lallemand, de 60 cm à Dunkerque et d’environ 33 cm à Paris), sont surtout liées aux reprises d’observations et aux moyens de calcul plus modernes, mais très peu au nouveau type d'altitude.
Le niveau moyen des mers est mesuré par 19 marégraphes et 11 médimarémètres (appareil inventé par Charles Lallemand) installés sur les côtes françaises. Un marégraphe enregistre automatiquement les variations du niveau de la mer en un point donné afin de permettre la détermination de son niveau moyen. Le marégraphe totalisateur est situé à Marseille, sur la promenade de la Corniche, entre la pointe d'Endoume et la plage du Prado. Il permet le calcul immédiat du niveau moyen de la mer pendant un intervalle de temps quelconque.
L'altitude du repère fondamental, arrêtée en 1897 à 1,660 m (altitude dite orthométrique) dans le système d’altitude NGF/Lallemand est devenu 1,661 m dans le système NGF/IGN69 (altitude dite normale). Les observations continues effectuées à Marseille depuis 1885 ont montré que l’écart entre le niveau moyen de la mer et le repère fondamental du réseau de nivellement français allait en diminuant. Ceci pouvait être interprété de plusieurs façons : soit cette diminution mettait en évidence un exhaussement du niveau de la mer, soit elle montrait un tassement du Marégraphe interne de Marseille ou de son substrat, soit encore elle était due à une combinaison des deux phénomènes. Les résultats les plus récents permettent d'estimer en 2020 à 16 cm la hausse du niveau moyen de la mer à Marseille depuis la fin du XIXe siècle.

#### Réseaux de nivellements ultra-marins
| Réseaux de nivellement en France.                                                         | Réseaux de nivellement en France. | Réseaux de nivellement en France.                                                                              |
|                                                                                           | Système d’altitude                | Niveau de référence                                                                                            |
| ----------------------------------------------------------------------------------------- | --------------------------------- | --- |
| Guyane                                                                                    | NGG 1977                          | Niveau moyen de la mer à Cayenne                                                                               |
| Martinique                                                                                | IGN 1987                          | Niveau moyen de la mer à Fort-de-France                                                                        |
| Guadeloupe (Grande-Terre et Basse-Terre) Îles des Saintes (Terre de Haut et Terre de Bas) | IGN 1988                          | Niveau moyen de la mer à Pointe-Fouillole (rade de Pointe-à-Pitre) observé du 1er juillet 1947 au 30 juin 1948 |
| Guadeloupe (Marie-Galante)                                                                | IGN 1988 MG                       | Niveau moyen de la mer à Grand-Bourg (zéro SHOM-F 1987 + 46 cm)                                                |
| Guadeloupe (La Désirade)                                                                  | IGN 1992 LD                       | Niveau moyen de la mer à Pointe-à-Pitre                                                                        |
| Guadeloupe (Les Saintes)                                                                  | IGN 1988 LS                       | Niveau moyen de la mer à Terre-de-Haut - Maison bateau (zéro SHOM-F 1987 + 46 cm)                              |
| Guadeloupe (Saint-Martin)                                                                 | IGN 1988 SM                       | Niveau moyen de la mer à Fort-Marigot (limite supérieure des coquillages moins 0,201m)                         |
| Réunion                                                                                   | IGN 1989                          | Niveau moyen de la mer au port de Saint-Pierre                                                                 |
| Mayotte                                                                                   | SHOM 1953                         | Niveau moyen de la mer à Dzaoudzi (Petite Terre)                                                               |
| Saint-Pierre-et-Miquelon                                                                  | Danger 1950                       | Niveau moyen de la mer au port de Saint-Pierre                                                                 |
| TAAF (Terres australes et antarctiques françaises)                                        | EPF 1952 (île des Pétrels)        | Niveau moyen de la mer déterminé grâce à un marégraphe implanté sur l’îlot du Marégraphe                       |

## Typologie des cartes et produits cartographiques

### Standards des produits cartographiques vectoriels propres au territoire français
- Standards du PCRS (Plan du Corps de Rue Simplifié)

### Cartographie statistique et sémiologie graphique
Bertin, le précurseur

## Infrastructures de données géographiques
La cartographie en ligne - en anglais : web mapping, ou webmapping - est la forme de la cartographie numérique qui fait usage d'Internet pour pouvoir produire, concevoir, traiter et publier des cartes géographiques. Les « infrastructures de données géographiques » (IDG) (ou « plates-formes d’échange et de partage de l’information géographique » ou « infrastructures de données spatiales » ou simplement « portails d’information géographique ») s'insèrent dans la cartographie en ligne. Il s'agit de dispositifs, accessibles sur le web, correspondant à des solutions dynamiques qui regroupent des informations, des réseaux informatiques, des normes et standards, des accords organisationnels et des ressources humaines afin de coordonner le partage, l’accès et la gestion des informations géographiques. Depuis les années 1990, les Infrastructures de données géographiques se développent à tous les niveaux de la société. En France, sous l’impulsion de la directive européenne INSPIRE et du mouvement international d’ouverture des données publiques (open-data), des IDG généralistes et thématiques ont été mises en œuvre par l'État et ses services déconcentrés, par des collectivités territoriales, et par divers organismes publics.
En 2014, 65 IDG étaient recensées : 13 au niveau national, 34 au niveau régional, 18 au niveau départemental.

### IDG nationales

#### Géoportail
Les systèmes de cartographie en ligne créés par les États répondent au moins autant à un désir d’affirmer une forme de souveraineté géographique qu’à une nécessité de proposer de nouveaux services. Le caractère particulièrement solennel du lancement du site français Géoportail en est l’illustration. Annoncé par Jacques Chirac lors de ses vœux 2006 à la fonction publique, sous la forme d'un service permettant « d’accéder, sur une base territoriale, à toutes les informations relatives au service public », Géoportail est inauguré par le président de la République, le 23 juin 2006, et présenté à la presse par trois ministres. La France, avec la militarisation de sa cartographie puis la création de l’IGN, a fait de la production cartographique une activité quasi-régalienne. Géoportail peut donc être interprété comme une tentative de perpétuer la tradition de contrôle étatique de l’État sur la cartographie dans un contexte où ce contrôle est menacé par les services de cartographie en ligne.

#### Domaine des risques
Le Géoportail avait été précédé par Géorisques, le portail d'information sur les risques, présentant un ensemble de cartes sur les risques naturels et technologiques majeurs produites par les préfectures et les services déconcentrés de l’État, à destination des habitants mais aussi de l'ensemble des professionnels concernés : services de l’État, collectivités territoriales, notaires, assureurs, aménageurs. Un premier outil de cartographie dynamique intitulé Cartorisque est mis en ligne en 1999. Il est suivi de Géorisques en 2004. Un projet de refonte du site est engagée en 2009 et la nouvelle interface est déployée le 16 juillet 2020,.
Concernant les risques technologiques liés aux installations classées, MonAIOT est un portail d'identification pour l'ensemble des applications en lien avec les installations classées. A terme, toutes les applications (GIDAF, GEREP, GUNenv, InfoSols, SEVESO 3, ...) utiliseront ce système, permettant ainsi aux exploitants et aux gestionnaires (D(R)EAL, Agences de l'eau, DD(CS)PP, DDT(M), ASN, CGA, ...) de disposer de l'ensemble des applications avec un seul compte.

#### Aménagement du territoire, urbanisme et foncier
L'Observatoire des territoires, placé auprès du ministre chargé de l'aménagement du territoire, est créé par décret du 7 septembre 2004. Il est initialement chargé de rassembler, d'analyser et de diffuser les informations et les données relatives aux dynamiques et aux inégalités territoriales ainsi qu'aux politiques menées dans le champ de l'aménagement et du développement des territoires. Son champ d'action s'élargit dans le temps. En 2021, ce sont plus de 700 indicateurs statistiques disponibles à une vingtaine d’échelons territoriaux, de la commune à la région européenne,.
GéoFoncier, le portail national de diffusion de l’information géographique foncière à grande échelle, porté par l'Ordre des géomètres-experts, est créé en 2010 dans sa version professionnelle et est ouvert au public en 2011,.
Le Géoportail de l'urbanisme, la plateforme nationale de diffusion et de consultation des documents d’urbanisme et servitudes d’utilité publique, est ouvert en 2016. Développé en partenariat entre le Ministère chargé de l’urbanisme et l'Institut national de l'information géographique et forestière (IGN), la plateforme est alimentée progressivement en documents d’urbanisme par les collectivités locales et en servitudes d’utilité publique par les services de l’État. L’État et les collectivités locales se fixent pour objectif d’avoir une plateforme complète à échéance du 1er janvier 2020,,.
- InfoTerre - Géologie ;

#### Littoral et maritime
La question du littoral, des zones côtières et maritimes est portée par cinq plates-formes différentes mais complémentaires avec une réelle volonté d'articulation : 
- l'Observatoire du littoral est mis en place en 2004 et est remplacé par l'ONML, observatoire national de la mer et du littoral, en 2012[125]. Avec l'apparition de l'observatoire des territoires en 2010, mutualisant tous les observatoires territoriaux cartographiques, l'ONML perd son volet cartographique[126] ;
- Géolittoral, plate-forme des données géographiques de la zone littorale, mis en service à l'été 2007[127],[128] ;
- Cartomer, portail cartographique de l'agence des aires marines protégées, mis en service en 2012 et porté par l'Office français de la biodiversité a pour objectif d'améliorer la connaissance de la biodiversité, des aires marines protégées, favoriser la valorisation des données de connaissance du milieu marin, accroître la diffusion et le partage des géoinformations[129],[130] ;
- data.shom.fr, mise en service le 28 janvier 2013[131],[132] ;
- Sextant, infrastructure de données géographiques marines et littorales, est ouvert en interne à l'Ifremer en 2001, puis aux partenaires de l'Ifremer en 2005 et au grand public en 2007[133],[134].

#### Vers un portail unique en 2024: laGéoplateforme
Face à l’avance que les géants américains de l'internet ont prise dans le domaine de la collecte et de la diffusion des informations géographiques, l’État français souhaite réagir en mettant à la disposition des agents publics et des citoyens une infrastructure ouverte, collaborative et mutualisée, rassemblant des communautés et des usages autour des données et services géolocalisés : la Géoplateforme,.
Les utilisateurs et producteurs de données constituent en effet différents écosystèmes regroupés autour d'une thématique territoriale, telle que par exemple l'urbanisme, l’environnement ou toute autre thématique. L'enjeu est de fédérer ces différentes communautés et de leur permettre de mutualiser leurs données, sans qu'elles en soient dessaisies, tant pour les enrichir par cette mise en commun que pour en optimiser les modalités de collecte et en réduire le coût de production.
L’IGN a déposé un dossier de candidature pour le projet Géoplateforme au titre du Fonds pour la Transformation de l’Action Publique (FTAP), le 20 septembre 2018. Les marchés pour construire la Géoplateforme et l’héberger sont lancés en 2021. L’ensemble du dispositif doit être opérationnel en 2024.

### IDG régionales
Au nombre de 34 en 2014, les IDG régionales sont toujours plus nombreuses qu’il n’existe de régions françaises. Le catalogue de l'Afigeo recense principalement les IDG pluridisciplinaires et ne prend pas en compte tous les observatoires thématiques qui se développent en région sur la biodiversité, les risques, etc..

### IDG départementales
Les IDG départementales semblent, selon l'Afigéo, en nombre constant. Certaines plates-formes ou projets départementaux sont, en 2014, en cours de développement (GéoSomme, TIGéo…) tandis que d’autres fusionnent avec des IDG interdépartementales, régionales… Dans la logique de l’Union européenne, et dans un contexte national de réorganisation territoriale, les pratiques de mutualisation de l’information géographique sont davantage encouragées à l’échelon régional.